# モンスター娘のいる日常
『モンスター娘のいる日常』（モンスターむすめのいるにちじょう）は、オカヤドによる漫画作品。『月刊COMICリュウ』（徳間書店）にて2012年5月号 より連載されている。略称は『モン娘（もんむす）』。

## 概要
人外（主に亜人）の種族との交流について定めた法律「他種族間交流法」が施行されたことで、他種族が浸透し始めた現代社会を舞台とした漫画作品。
この漫画は、オカヤドが2007年頃からPINKちゃんねるにある半角二次元板のモンスター娘スレに投稿していた成人向け1ページ漫画
が基になっている。漫画の人気が高まる中、2011年にはアンソロジーコミックス『けもも』2巻に本作の読み切り版が掲載され、商業誌進出のきっかけとなった。そして2012年に『月刊COMICリュウ』で本作の連載が開始された後、2015年3月にはテレビアニメ化が発表され、同年7月より9月まで放送された。連載版からは成人向けではなく15禁となっている。2020年6月時点で累計発行部数は500万部を突破している。
タイトルの英語表記は、コミックス第1巻 - 第6巻では"Everyday that there is a monster girls."となっているが、第7巻以降は英語としてより自然な"Everyday Life with Monster Girls."となっている。

## あらすじ
舞台は政府によって秘匿されていた亜人種の存在が公表され、それと共に制定された「他種族間交流法」に基づいて、他種族との交流が始まった現代日本。
ごく普通の青年である来留主公人は、手違いからラミアの少女・ミーアをホームステイさせることになった。
それをきっかけに、ハーピーのパピ、ケンタウロスのセントレア、スライムのスー、人魚のメロ、アラクネのラクネラ、そしてデュラハンのララが次々と彼の家にホームステイすることになる。他にも彼の周囲にはさまざまな亜人種の少女たちが現れ、生態や文化などの違いに悪戦苦闘しつつも、ほんのりエッチなドタバタ生活を繰り広げることになる。

## 登場人物

### 来留主家
来留主 公人（くるす きみひと）
声 - 間島淳司
本作の主人公。墨須のミスから他種族間交流のホストファミリーにされた青年。ミーアが来るまでは特に他種族との接点はなく、テレビなどで見てその存在を知っている程度だった。しかし、他種族に対しても全く差別することなく普通に接しており、そのために、関わった他種族の女性達から次々に信頼と好意を寄せられている。性格は基本的に温和で面倒見がよく、お人よしなところがあり、細かいことは気にしないが、他種族に対して度を越して差別的な言動を取る人間に対しては怒りをあらわにし、鉄拳制裁を加えるという熱い一面もある。一人称は「僕」(第6巻以降は時々「俺」)。
彼女たちの積極的かつ人間離れしたアタックや行動に振り回され、普通の人間なら死にかねないような目に遭うことも少なくないが、それにもめげず彼女たちの面倒を見ている。墨須から他種族間交流法の結婚に関する改正（後述）のテストケースについて聞かされてからは、彼なりにそれに前向きに取り組もうとしている。なお、その人間離れした頑丈さのため、医師やララの興味の対象にもなっている。ミーアたちが来てからというもの、だんだんと巻き込まれ体質が定着しており、墨須を始めMONのメンバーたちも、それを見越した上で先回りして行動している節がある。
前述の通り他種族の少女たちも普通の女の子と認識しているため、彼女たちを女性として意識しているが、ドッペルが呆れるほど根が真面目であり、手を出すと禁則事項に抵触しかねないことから自重している。なお、脚フェチであるらしく、ラクネラと初対面時に彼女の脚部に魅力を感じている。また家事が得意で、ミーアやティオが買った人間用の服のサイズ直しなど裁縫ができるほか、料理はかなり手の込んだものでも作ることができ、食事の支度をほとんど一手に引き受けている。そのためか、食べ物を無駄にする行為は許せないらしい。家事はもともと好きであるらしく、まめなところもあるため、家事をしている時は生き生きしていると言われている。なお、中学時代はバリバリの中二病だったらしく、今では黒歴史としてその過去を封印している模様。
正確な年齢は不明。ただし、自動車の免許が取れる年齢には達しているとみられる。学校や会社に通っている描写はないが、アルバイトはしている模様。家族は他に両親がいるが二人とも海外赴任中で、そのためミーアが来るまでは一軒家の自宅で一人暮らしをしていた。
自宅の住所は埼玉県朝霞市紋星町6-6-6。なお両親は、自宅が他種族の少女達のホームステイ先になっていることや、勝手に自宅が改装されていることは知らない。
前述の通りちゃんと名前があるのだが、初回に墨須に一度呼ばれたきりで、以後は「だぁりん」、「彼氏さん」等あだ名でしか呼ばれていない。
月刊コミックリュウで連載しているクミカのミカク2巻の背景の一コマにモブの一人として登場している。
ミーア
声 - 雨宮天
ラミアの少女。身長（全長）7 - 8メートル、3サイズはB86（Fカップ）・W55・H90、体重は秘密。
誕生日は10月31日（さそり座）。
来留主家に最初にやって来た他種族の少女。美少女で巨乳。墨須のミスによって、本来はホストファミリーではなかったはずの公人の元に連れてこられたが、蛇である自分の下半身に怯えることなく、初対面の時から差別感情なしに普通に女の子として接してくれる公人に惹かれ、本人の希望でそのまま彼の家に滞在している。
行動的かつ情熱的な性格で、たとえ禁則事項を破っても、愛があれば何も問題なく乗り越えられると楽観的に考えており、公人に積極的にアタックしてくる。ただし、つい力の加減が効かなくなったり、周囲が見えなくなったりすることも少なくなく、周囲を顧みず振り回した尾で公人やセレアを打ちのめしてしまったり、愛情表現の全身締め上げなどで公人に怪我をさせてしまうことがある。
その後、来留主家に次々と他種族の少女が増え、しかもほぼ全員が公人に明確な好意を示しているため、危機感とライバル意識を強めている。蛇らしく狡猾に策を巡らそうとすることもあるが、根が単純で裏表がないためか、今ひとつ狡猾になり切れない。なお、小さい頃は引っ込み思案な性格だったらしい。
ホラーやオカルトの類が全くの苦手で、身近でそのような出来事があると恐怖心から見聞できず現実逃避に走ろうとし、うっかり目撃してしまうと即時に気絶してしまう。ララが来た当初も、彼女が首を外すところを見ると卒倒していた。
蛇の特性上、味覚は人間よりも鈍く、そのためもあって料理が壊滅的に下手である。やる気こそは見せるものの、レシピ通りに作ろうとせず、思い込みで本来は入れないはずの調味料を入れてしまうため、元の料理とは似ても似つかぬゲテモノ料理となり、食べた者を失神させたりトイレに直行させたりしている（第45話での公人曰く「最近は食べられるレベルになった」らしい）。ただし、卵が好物である関係上、ゆで卵だけはまともに作れる模様。
文化交流のため日本にやってきたが、真の理由は、ラミア族の風習である「一族の夫」を探すため。しかし公人に出会ってからは、一族ではなく自分ひとりのものにしたいと思うようになっている。
体の構造上、下半身は人間と同じ形の下着を穿くことができず、貼りつける形の特別な下着をつけている。上半身は人間とほぼ同じだが、ブラジャーはあまりつけないらしい。なお、変温性の種族であるため、朝（特に気温の低い日）に弱く、ある程度身体が温まるまでは動きが鈍くなる。
単独での外出許可証も入手しており、気ままに外出したり部屋でのんびりしたりと自堕落に過ごしていたが、第43話でメロやラクネラに触発され、公人の家の近所の神社で、巫女のバイトにありついた。
尻尾の先は敏感。
公人のことは「だぁりん」と呼ぶ。
パピ
声 - 小澤亜李
ハーピーの少女。3サイズはB70（Aカップ）・W51・H75。体重31キログラム、翼開長約4メートル。
誕生日は3月21日（おひつじ座）。
来留主家にやって来た2人目の他種族の少女。物覚えが苦手でホストファミリーの居場所をすぐに忘れて逃げ出すため、引き取ってくれるホストファミリーが見つからず、結局、墨須によって公人に押しつけられた。その後は時々抜け出して遊びに行くことはあるものの、逃亡はせず来留主家で暮らしている。一人称は「パピ」。
覚えたことも三歩歩けばすぐに忘れるほどのトリ頭 であるため、他種族間交流法も全く理解しておらず、一度理解しようと試みた時には知恵熱で頭から煙を噴いて失神寸前に陥っている。
天真爛漫で人懐っこい性格をしているが、街中で人目もはばからず平気で裸になって水浴びするなど、よくも悪くも無邪気で子供っぽい。その反面、母性本能が強く面倒見が良いという一面もあり、スーを気にかけて守ろうとしたり、また近所の子供たちの遊び相手となったりもしている（ただし、ホストである公人に無断で抜け出して行っていることも多い）。ちなみに、子供たちからは「鳥の(お)ねーちゃん」と呼ばれて親しまれている。
なお半身が鳥であるが、鳥肉も気にせず食べられる。動きやすいラフな薄着をしていることが多いが、種族の特性から体温が高めで、羽毛もあるため寒さには強い模様。翼には指はあるが物を持つのは苦手。
小柄な体格と外見、またそれに見合った性格から幼い子供だと思われがちだが、実はミーアやセントレアと同い年。
女しか居ないハーピーの社会で男兄弟に憧れて育ったため、公人のことを兄のようだと言って慕っている。ただし、トリ頭のせいか男兄弟というものを間違えて理解しているふしがあり、実際は異性として好きらしい。隙を見てはあっけらかんと公人にアタックをかけており、ミーアたちの嫉妬を引き起こしている。
実は、住んでいた村に他種族間交流法に基づく留学の話が来たときに一族の中で唯一興味を持ち、何となく皆に黙ったまま村を出て日本にやって来たらしい。そのため、母親がやって来た時は（母親の言動も誤解を招くものだったせいもあり）自分を連れ戻しに来たのだと思い込んでいた。
公人のことは「ご主人」と呼ぶ。トリ頭のため、公人の本名はちゃんと覚えていないらしい。
月刊コミックリュウで連載しているクミカのミカク2巻の背景の一コマにモブの一人として登場している。
セントレア・シアヌス
声 - 相川奈都姫
ケンタウロスの少女。3サイズはB103（Iカップ）・W61・Hは測定不能、体重は秘密。走行時の最高速度は時速60キロメートル。
誕生日は11月28日（いて座）。
来留主家にやって来た3人目の他種族の少女。自分が認めた親しい者には「セレア」と呼ばせている。足の蹄には蹄鉄を打ち付けてある。
仕える主というよりも、ひったくり犯を捕まえるための手助けをしてくれる人を探し求めて街中を走っていた（本来は違法だが、墨須の許可を得ていた）ところ偶然に公人と出会い、ひったくり犯から自分を盾にして怪我を負ってまでかばってくれた公人に感激し主と認め、来留主家にホームステイすることになる。
騎士の家系に育ち、子供のころから戦士としての教育のみを施されてきた。そのためか基本的には非常に生真面目な性格で、ホームステイしている少女たちの中では一番の常識人であり、ツッコミ役に回ることが多い。
年相応の少女らしい感性も持ち合わせているものの、その生い立ちや性格のためにそれをどう表せばよいのか分からず、空回りしたり押し殺してしまったりしがちである。子どもの頃からの教育も相まって、「ここは私に任せて先に（以下略）」などのファンタジー世界的シチュエーションにも憧れ、時々トリップしたりする。
また、日本の漫画やゲームに詳しいが、割合メジャータイトルしか見ない・プレイしない上にその内容を鵜呑みにしているらしく、知識が多少偏っているところがある。
また、発情期など種族としての本能には逆らえない。常に剣を所持しているが、銃刀法に関わるため人間の社会では模造刀にしている ものの、膂力は相当に強く、大型種のミーアとメロを2人同時にプールから引き上げたり、倒木をランスのように使った一撃で暴走イノシシを一撃でKOしている。
種族の特性から非常に胸が大きい。バストサイズは本人が恥ずかしがって小さ目に申告しているらしく、実際は公称値よりさらに大きい模様。既製品に合うサイズがないのと、もともとケンタウロスには下着をつける習慣がないこともあり、普段はブラジャーをつけていない。たまに水着やブラジャーを着用してもすぐに外れたり千切れたりするなど、胸の大きさを強調するような描写が多い。また、ミーアとは対照的に馬の特性から人間より鋭い味覚をしているが、野菜しか食べられないため、料理をしてもツナや卵の味見が出来ない。ニンジンが大好物だが、いかにもあからさま過ぎてからかわれるのが嫌で、必死に隠しているらしい。
実は純血のケンタウロスではなく、人間とケンタウロスのハーフ。ただし、外見的にも性質的にも純血のケンタウロスとの違いは特に見られず、そのために本人も母親から知らされるまで知らなかった。もともとは種族のために「当て馬」となる男を探しに日本にやってきた。
公人のことは「主殿（あるじどの）」と呼ぶ。
スー
声 - 野村真悠華
少女の形をしたスライム。身長・体型・体重は水を取り入れることで変化させることができる。バストの最大値は100センチ越え。
誕生日は1月31日（みずがめ座）。
他種族間交流法に基づいた留学生ではなく、手段は不明だが密入国してきたものとみられる。そのため、公人と出会った時点では人間社会の常識は全くなかった。本来ならば他種族間交流法によって強制送還されるところであったが、墨須は面倒だということで見て見ぬ振りをしており、そのまま4人目の他種族メンバーとして来留主家で暮らしている。
普段は少女の形態をとっていることが多いが、本来は不定形であり、人間（服装込み）やクッションや服などの形に自在に変形したり、路上のゴミ箱に擬態したりすることができる。スーという名前はパピがつけたもの。服を着ても濡れてしまうため全裸状態が基本だが、後に公人のおさがりのレインコートと長靴を貰い、外出時はそれを着用するようになった。
周囲の人間の行動を真似ることが得意であり、真似を通じて周囲とのコミュニケーションをとろうとする。最初は殆ど喋れず、コミュニケーションを取ることが困難だったが、次第に人間の言葉を覚えて意思表示ができるようになり、やがて不自由なく人間と会話し意思の疎通ができるようになった。
体が乾燥すると機嫌が悪くなるなど、水分を求める本能があり、時折水に濡れた他のメンバーに襲いかかることがある。しかし、大量の水（プール、川、雨など）に入ると逆に体が溶け出してしまうため命に関わる場合もある。また、寒冷地では体内の水分が凍るため、こちらも危険。
吸収したものによって性格や外見、知能が左右されることがある。ミーアの料理や毒を含んだものを食べても死ぬことはない が、毒が抜けるまではかなり毒舌な性格になる。なお、体の水分を自力で濾過し、胸から水を分泌させて飲ませることもできる模様。
頭の触角を通じて、接触した相手の感情や記憶などを読み取ることができる。また逆に、触角を通じて自分の意思を相手に伝えることもできる模様。他にも、フローリングの床を這うことによって拭き掃除をしたり、野菜を体の中に通すことによってその皮剥きをしたりと、幅広い能力を有している。
公人のことは「マスター」と呼ぶ。
スーパースー
ローヤルゼリーを吸収して巨大化したスー。過去に巨大化したときよりも遥かに戦闘力と知能が高い。
体は圧力をかけて人型を維持しており、体内には高圧の水を発射するための器官を備えている。弱点は変わらず大量の水。
メロウヌ・ローレライ
声 - 山崎はるか
人魚の少女。身長（全長）178cm、バスト85cm（Dカップ）、ウエスト55cm、ヒップ92cm、体重49kg。
誕生日は2月28日（うお座）。
来留主家にやって来た5人目の他種族の少女。愛称はメロ。手違いや成り行きではなく、初めから来留主家でホームステイするために墨須によって連れてこられた（ただし、事前に公人の了解は取っていなかった）。下半身が魚で陸上歩行が出来ないため、移動する際は車椅子を使っている（後に自動車椅子に乗り換えた）。一方、水中では文字通り水を得た魚のように自由自在に泳ぎ回ることができ、ずば抜けたスピードと高い跳躍力を誇る。陸上であっても尾鰭の一撃でパピをKOできるほどで、淑やかな見た目に反して運動能力や筋力はかなり優れているとみられる。ゴスロリ系の服を愛用しており、また後述のレンに対しても喜んで貸したりと着せる方にも興味がある模様。
おっとりした性格で、どちらかと言えば常識人の部類に入り、セレアと同様に皆のストッパー役や緩衝材になることが少なくない。その一方で恋愛（特に悲恋）の話となると妄想が暴走して周囲が見えなくなり、突飛な言動に及ぶことがある。
人魚姫を読んだ影響で悲恋に憧れており、公人の愛人でいたいと思っていた。しかし、公人たちとの触れ合いを重ねていくうちに徐々に考えを改め、やがて公人に対してはっきりと恋愛感情を示すようになる。母親との一件を経て公人の一番を目指すようになったが、今度は周りのメンバーに愛人になってみないかと勧めるなど、悲恋脳自体は治っていない（ミーア曰く「更にタチ悪くなった」）。
なお、人魚ではあるが魚を食べることには抵抗がない。
体の乾燥を防ぐため、皮膚の表面は常に粘液で覆われている。そのため、ブラジャーのかわりに滑り止めのついた特別製の水着をつけている が、不意に外れてしまうこともある。彼女のためにプール付きの防水室が作られたが、MON（後述）のメンバーの休憩に占拠されることもある。
言葉遣いや立ち居振る舞い、趣味などに育ちの良さを感じさせるところがあり、セントレアを思わず傅かせる程の高貴な雰囲気を放つこともあることから、彼女から相当な高位な立場の人物ではないかと推測されていた。実際に水族館を“顔パス”で入場できるなど、世間に広く顔を知られているような描写がある。その正体は人魚王国の正統王位継承者であり、正式なフルネームは「メロウヌ・ローレライ・ド・ネプチューン」。実家からの仕送りを、生活費として公人に渡している。本当は働くことを希望しているが、母親からOKが出ていないらしい。
公人のことは「だんな様」と呼ぶ。
ラクネラ・アラクネラ
声 - 中村桜
アラクネの女性。身長198cm、バスト92cm（Hカップ）、ウエスト55cm、ヒップ87cm、体重82kg。
誕生日は6月27日（かに座）。
他種族間交流法に基づいた正式な留学生だが、下半身が蜘蛛という特殊な外見故に人間から奇異の目で見られることが多く、自分の姿が人間にとって恐怖や嫌悪感を呼び起こしやすいことも自覚している。最初のホスト先である九菜月一家からも気味悪がられ、「苦難」「試練」扱いされ、更には、加瀬木（後述）にホスト権をあっさり金銭で譲渡されてしまうなどといった過去の経緯から、人間と言う種族に不信感を抱いていた。加瀬木が公人家のモンスター娘を利用して金儲けを企んだことがきっかけで、そのホストである彼の存在を知るものの、当初はその公人でさえも他の人間同様偽善者と見做し、信用していなかった。しかし、拉致事件を通して徐々に公人に心を開くようになり、墨須との交渉により来留主家に6人目の他種族として迎え入られる。パピが「ラク姉」と呼んだことから、公人も「ラク姉さん」と呼んでいる。
年齢は不明だが、飲酒していると思しき描写があり 少なくとも20歳には達しており、来留主家の他種族メンバーの中では最年長とみられる。実際「ラク姉（さん）」という呼び方も示すように大人びたところがあり、セントレアと並んでツッコミ役に回ることが多い。基本的にクールな現実主義者で、人間が他種族に対して恐怖感を抱くこと や、相手に寄って好き嫌いがあることなどに対しても一定の理解を示している。しばしば泰然自若とした言動を見せ、時に悲観的・ニヒルな発言をする一方、糸で遊具を作ってパピとスーの遊び相手になったり、メロのお家騒動があった時に、メロが帰ってこないのではと不安がるパピとスーをなだめる、公人の悩みを見抜いてアドバイスを送るなど、面倒見も良い。また、公人や他種族仲間を守るために必要であれば、冷静に計算した上で自分の力や姿を敢えて利用することもある。
上記のように精神年齢が高く、きわめて常識人であるという側面を持ちつつ、快楽主義的で無類のいたずら好きという一面もあり、特に生真面目で堅物のセントレアによくちょっかいをかけて遊んでいる。公人たちと出会う前も、キラービーのキーラをはじめ色々な方面にちょっかいを出していたらしい。また、蜘蛛の特性からか、自らの糸で他人を縛ることが好きでかつ得意であり、性格的にもドSの気がある。同時に公人を気に入ったのも、最初はSっ気を刺激された部分もあったようだが、元ホスト先の娘の一件などを経て、公人に本気で好意を抱くようになった。
緊縛プレイ以外にも糸を使うことはたいてい得意で、あやとり、糸電話、編み物（その気になれば高速編み物も可能）、釣り、ワイヤーアクションなどを器用にこなすことができる。また、自らの糸を各種企業・研究機関に提供し、その際得る謝礼からいくらかを生活費として公人に渡している。
移動速度がどの程度か不明であるが、セントレアが公人を連れて家を飛び出したときには、早駆けで相当の距離を走ったにもかかわらず、いつの間にか追いついて二人の窮地を救っている。このことから、ある程度素早く移動できるものと思われる。
水が苦手らしく、風呂はいつもシャワーで済ませて浴槽には入らず、プール（ポルトのスポーツジム）にも同行しなかった（本人は下半身の“書肺”が水につかると窒息すると言うが、呼吸は上半身だけでも可能）。また、温泉ですぐのぼせてしまったり、雪の中では休眠状態に陥りそうになったりするなど、温度の変化にも弱い模様。そもそも出不精なところがあって外出することはあまりなく、公人たちが出かける時も家で留守番をしていることが多い。また、糸で縛れない相手（スライムのスー）も苦手だが、スー個人を嫌っている訳ではない。
実は人間とアラクネが共存できるか見定める為に人間社会へ送り込まれてきた、アラクネの先遣隊。その結果を同胞に報告する際「大げさすぎ」「やってみれば何とかなる」と啖呵を切ったことが、アラクネ達に変化をもたらす。
公人のことは「ハニー」と呼ぶ。
ララ
声 - 加隈亜衣
デュラハンの少女。身長158cm、バスト85cm（Eカップ）、ウエスト54cm、ヒップ84cm、体重不明。
誕生日は12月25日（やぎ座）。
公人に脅迫状を送った「もう一人のD」。自身を「死神」と名乗り、公人の首を大鎌 で刈り取ろうとしていた。しかし実際は単なる中二病で、かつ、かなりのドジっ娘である。公人の首を狙っていたのも、「死にそうなのになかなか死なないから」という理由からだった。
重度の中二病であると同時に自分勝手なところがあり、「死にそうな人がいないから」という理由で、ホームステイ先が見つかってもすぐに逃げてしまっていたらしい。しかし、頭部と体とで性格に違いがあるらしく、頭部をうっかり落として体だけになった時には、半べそになって公人に縋ったり、お菓子に無邪気に喜んだりなど、ドジッ娘だが素直という一面が表に出てきていた。最終的には中二病自体は治っていないものの騒動を起こしたことを反省し、そのまま7人目の他種族として来留主家にホームステイすることになった。
普段は中二病的な仰々しいセリフ回しを好み（本人は「義務」だと思っている）尊大な態度を取ることが多いが、実はむしろ気が弱いところがあり、墨須をはじめとする「他種族間交流コーディネーター」を「組織」と呼んで怖れており、墨須に叱られると震え上がって何も言えなくなる。しかも、大勢の人前では恥ずかしがったり、子供に対する接し方に戸惑ったりするなど、重度の人見知りでコミュニケーション障害の気がある。また大仰な言動の割に存在感が薄く、本人はその気がないのに「気配を消している」と思われることがある。これらのことに加えて神出鬼没であるため、温泉旅行（出発時にはいなかったが、いつの間にか合流していた）にも人魚王国への旅行にも誘ってもらえなかった。
黒づくめの大鎌、甲冑、ロングコートを身に着けているが、甲冑は重いので普段は着ようとせず、お気に入りのコートも、夏はどうするか悩んでいる。ユウヒ（後述）に見舞い品として贈ろうとした複数のぬいぐるみがいずれも奇天烈なもの（本人が作成したものかは不明）だったことから、特異な美的センスの持ち主である模様。
本名（本人は「真名」と称する）にコンプレックスがある模様で、墨須に本名を明かされたときには抗議していた。ただし、来留主家に入ってからは普通に「ララ」と呼ばれている。
公人が危険な目にあって失神したとき（作中では「臨死体験」と称している）には、一面お花畑の空間で公人と二人きりの対話ができる。その時の服装は、いつもの黒ずくめのものとは違い、明るい色のノースリーブでハイネックのワンピースとニーソックスで、頭のアホ毛もなくなっている。また、態度も穏やかで、言葉遣いも普通になっており、性格も素直なものとなっている。そのため、ユウヒの件で悩んでいた時も、現実で公人に相談するが、いつもの中二病的発言で悩みの内容が伝わらず、また、本心を誰かに聞かれると恥ずかしいからという理由で、わざと公人をこの空間に呼び、素直に本心を語ったこともある。このときの公人の記憶は（現世から続いているものではあるが）その空間内だけのものであり、現実では失われてしまうようである。
その他にも、現世に留まっている霊体を強制的に成仏させたりと、死神というだけあり、不可思議な能力をいくつか備え持っている。
しかし当の本人は、この様な様々な能力を皆には隠しているようで、吸血鬼騒ぎの時、メロ達が現場に駆けつけた際には、物陰に隠れている。
他のホームステイ仲間の他種族の少女たちとは違い、公人と「結婚」することには興味はないらしい。しかし、公人の死の運命を跳ね除ける力強さや優しさに興味を持っていたり、「死んだら魂は私のもの」と発言するなど、好意のようなものは持っている模様。
公人の入院中に出逢った病弱の少女ユウヒに対し、彼女を病苦から解放するためにゾンビーナの歯を盗み、彼女をゾンビ化させてしまう。
公人への呼び名は現時点では不明。

### MON関係者
墨須（すみす）
声 - 小林ゆう
誕生日は9月26日。
政府の他種族間交流コーディネーターの女性。美人でスタイルも良い。他種族の留学生の世話や、他種族間交流法違反の取り締まりなどを行っている。MONメンバーの上司にあたり、その出動時には指揮を執る立場にある。ミーアをホストファミリーの家に連れていくはずが、誤って公人の家に連れていっている。
仕事中は常に黒のスーツにサングラスという姿である。他種族に関する知識が豊富で、よく公人の相談に乗っている。
勤務態度にはいい加減で雑なところがあり、MONの仕事も適当に理由をつけてさぼろうとしている。これは仕事の量がどんどん増えていくのに給料が据え置きのため、余計な仕事を増やしたくないという理由による。
頻繁に来留主家に食事やコーヒーをたかりに来ており、スーには「タダ飯食らい」と呼ばれている。特にコーヒーが好物で、中でも公人の淹れるコーヒー（インスタントだが）がお気に入り。
私生活もズボラで、非番の日はゴミ屋敷と化した自宅を下着姿でうろついている。しかし、決して仕事ができないというわけではないらしく、時には真面目な顔を見せることもある。
コーディネーターという立場上他種族の者からは一目置かれており、彼らが違反行為をしそうになったり勝手な行動をとったりしたときには、強烈な威圧感で恐れ戦かせたり、時には「濁（にっご）り」といった笑いを浮かべ（いわゆる、顔は笑っていても内心ではニラミをきかせているというもの）、相手を制したりすることもある。
他種族間交流法の改正（人間と他種族との結婚の許可）のテストケースとして、公人と彼のもとにステイしている他種族メンバーのうちの誰かとを結婚させようと画策しており、おりにふれて公人に決断を迫ったり、脅迫状D騒動（後述）を起こしたりしている。その結果、新たなトラブルを引き起こし、公人やその周辺を動揺させたり、騒がせたりといったことになってしまっている。
フルネームは「墨須 黒子」だが、作中では苗字でしか呼ばれていない。
公人のことはミーアにならって「だぁりん君」と呼ぶ。
後述の『オンライン』では、サポートキャラクターとして登場。ここでは一貫して真面目だった。
マナコ
声 - 麻倉もも
単眼種（モノアイ）の少女。身長148cm、バスト73cm（Aカップ）、ウエスト54cm、ヒップ75cm、体重33kg。
誕生日は9月19日（おとめ座）。
墨須の部下であり、MONのメンバー。モノアイの超人的な視野と視力を生かし、主に狙撃銃を用いた遠距離からの狙撃を担当しており、2km先の複数ターゲットをボルトアクションの銃で連射で撃ち抜くほどの優れた射撃技術を持つ。ただ、近くにあるものの遠近感はうまく掴めないらしく、よくいろんなものにぶつかっている。また、周囲にグラマラスなスタイルの持ち主が多いため、自身のスレンダーな体型を気にしている。
ヒロイン達やMONメンバーなど他のモンスター娘に比べ、もっとも常識的な人物で、真面目かつ遠慮がちな性格。私服の趣味も清楚でおとなしい。またマイナス思考の傾向があり、モノアイの体質上涙が出やすいだけでなく実際にかなりの泣き虫。モノアイ特有の風貌から初対面の人からは驚かれたり怖がられたりすることが多く、そのコンプレックスからサングラス（大きいのでむしろ“アイシールド”に近い）を着用することがあるが、自分ではサングラスが似合わない容姿であると思っている。異性に対しては非常に奥手で、公人とデートすることを想像しただけで煙を噴いてしまったことがある。なお、脅迫状騒動の際にララが送った中二病全開の脅迫状の文面を気に入っているとおぼしき発言をしており、自覚はないものの中二病的な感性の持ち主である可能性がある。
作中に登場する他種族の女性の中では、後述のポルトとともに例外的にHなハプニングに遭うことが少ない。
公人のことは「彼氏さん」と呼ぶ。モノアイで怖がられることの多い自分を普通に女の子としてまっすぐ見てくれる公人に対して良い感情を持っている。
ティオニシア
声 - 久保ユリカ
鬼人（オーガ）の少女。身長227cm、バスト160cm（Pカップ）、ウエスト72cm、ヒップ119cm、体重は秘密。
誕生日は5月2日（おうし座）。
墨須の部下であり、MONのメンバー。特注のアーマーとシールドを着込んで人質の救出などを担当する。褐色の肌に黒の一本角、しなやかかつ強靭な筋肉の持ち主で、巨大な特殊バリケードも片腕で持ち上げられるほどの怪力。トップクラスのファッションモデルなみの容貌かつスタイルだが、種族の特徴としてずば抜けて背が高いため、見とれるよりも先に見上げられている。
外見や職業に反しておっとりした可愛らしい性格をしており、（チームの制服にフリルやレースを付けようとするほど）ゆるふわ系のファッションを好むなど、乙女チックな趣味を持ち合わせている。母性や包容力といった方面の女子力も凄まじく高く、気難しいキーや「精神鍛錬を積んでいる」と豪語するポルトですら、抗えずに気を許すほどである。気を許した相手ならば、（男性相手ですら）ハグをしたがる。反面、性知識には疎く、天然な反応を見せることがある。
その体格から基本的に服は全て特注品であり、収入が服飾費に消えるのが悩み。また、お菓子が大好きで仕事中もよく食べているが、どんなに食べてもスタイルは変わらない。身近な者からは「ティオ」と愛称で呼ばれることを好む。
公人のことは「彼氏ちゃん」、マナコのことは「マナちゃん」、ゾンビーナのことは「ビナちゃん」、ドッペルのことは「ペルちゃん」と呼ぶ。細かいことを気にせず、異種族の自分を普通に女の子として見てくれる公人を気に入っている模様。
ゾンビーナ
声 - 持月玲依
リビングデッドの少女。身長161cm、バスト85cm（Eカップ）、ウエスト58cm、ヒップ87cm、体重58kg。
誕生日は8月15日（しし座）。
墨須の部下であり、MONのメンバー。自身の不死性を利用してチーム内では切り込み隊長を務める。そのせいか、ゾンビで無ければ確実に死んでいるというような目に遭うことも多い。死人であるため生命活動が行われておらず、防腐剤代わりにホルマリンベースの擬似血液を人工心臓で流しており、度々被弾して流れ出ている。そのため自身よりも（ホルマリンは有毒なため）周囲が危険に晒されている。
左目をどこかに置き忘れてしまったため、別の目を移植していて、オッドアイになっている。皮膚は破れても移植でごまかすことが出来るため、全身が継ぎはぎだらけ。被弾した際の弾丸も摘出することを諦めており、そのため体重が本来の数割増しになっている（本人も気にしている）。
姉御肌でサバサバした性格であり、細かいことはあまり気にしないことが多く、縫合が甘くて手が取れていたことにしばらく気づかなかったことがある。
脳が少し傷んでおり、リビングデッド（ゾンビ）らしく欲求には忠実で、銃を握ると見境がなくなる。食い意地(食欲)も相当なもので、「何かを食べている」シーンが多い。ただし、一般的なリビングデッドと異なり知性・感情は保たれており、意思の疎通や、銃器などの複雑な機器の操作も問題なく行える。なお、銃は常に“二挺拳銃”で構えている。
物理的かつ、隠れ腐女子である。いつかイベントに参加しようと画策していたが、後に後述のシィシィおよび公人と共に初参加を果たした。
公人のことは「彼氏クン」と呼ぶ。ゾンビの自分に対しても普通に女の子として接してくれる公人に好感を持っている。
ドッペル
声 - 大西沙織
影人（ドッペルゲンガー）の少女。標準の姿では褐色の肌に長い白髪、黒い白目に黄色い黒目を持つ。身長129cm、バスト64cm（Aカップ）、ウエスト48cm、ヒップ71cm、体重25kg。これは変身によって自由に変動させることができる。
誕生日は5月30日（ふたご座）。
墨須の部下であり、MONのメンバー。自身の能力を用いて人質など様々な人物に変身することで犯人を目的の場所まで誘導したり油断させたりし、事件の解決に貢献している。墨須に変装し、彼女のストレス発散に付き合うこともある。伸縮自在、変幻自在の髪を持っており、変身だけでなく日常でも椅子やハンモックになるほど便利なもの。変身した際の服も髪で形成するため基本は全裸で、よく「服を着ろ」と突っ込まれている。ただし、乳首や股間など“大事な部分”は、常に髪でカバーされている。
気まぐれでいたずら好きな性格で、他のメンバーには内緒で脅迫状D騒動を起こした。墨須から相談を受けての行動であるが、自分自身も相当面白がっていたようである。
また、その性格から、少々辛辣な発言をすることがある。冗談ですむギリギリのラインを攻めるのが得意で、およそ公務員向きではない性格なのにMONとして働いているのも、「悪人相手なら何やったって許される」かららしい。休日も、他種族交流法を違反している対象を見つけては、イタズラで制裁している。
本名は聞き取れない言語のものであり、そのため便宜上、知名度の高いドッペルゲンガーを名乗っている。実際のところはシェイプシフター（変身能力者）であるため、彼女が変身した人物と出会っても死ぬことはない（さらに言うと「無貌」、「嘲笑する性格」、「伸縮する触腕」、「漆黒の肌」等の性質から「這い寄る混沌」に近い）。
公人のことは「彼氏ィ」と呼ぶ。根っからクソ真面目な性格に呆れつつも気に入っている模様。

### 来留主家在住者の家族
ミーアの母親
ラミアの女性。バスト89cm（Gカップ）、ウエスト58cm、ヒップ92cm。
本名は不明。ミーアからは「ママ」と呼ばれている。
ミーアの実の母だが、見た目はミーアに似て非常に若々しい。性格もミーアと同様に情熱的だが、より積極的かつ抜け目ない。服の趣味はかなり扇情的。
来留主家に来訪した際、持ち前の毒術を用いてライバル達を出し抜き、『一族の夫』を確保するために娘のミーアに公人との既成事実を作らせようとしたが、彼の誠実さを知ってからは『一族の夫』にすることを諦めた。
ミーアの父親は『一族の夫』の一人で、蛇嫌いもあって逃げているらしい。
パピの母親
ハーピーの女性。バスト70cm（Aカップ）、ウエスト51cm、ヒップ71cm。
本名は不明。パピからは「お母さん」と呼ばれている。
なぜかガングロ金髪でギャル風になっており、また髪を長く伸ばしているが、それを除けば外見はパピにそっくり。トリ頭であることもパピと同じであるが、欲望や感情に忠実で性格はパピより激しいところがある。またパピと比べると日本語を上手く話せないため、それが誤解に繋がっていた。人間社会の（性的な）公衆マナーに無頓着な一面もあり、軽く警察沙汰にもなった（最終的には放免された模様）。
パピを故郷に連れ戻そうとして来留主家に来訪したと思われていたが、実際は夫（後述の警察署長）との写真を取り戻しに来ただけであった。夫との仲は極めて良好。
警察署長
声 - 増元拓也
第12話のオーク達の騒動時に登場。交流法のためにオーク達に手出しできず、渋々ながら墨須、MONに事態の収拾を委ねた。作中の描写ではMONとの折り合いは良くないようだが、一定の協力関係はある様子。
第7巻のカバー下の書き下ろしでパピの母親の夫 であることが明かされたが、写真はパピの母と出会った若い頃のため、墨須には気づかれているか微妙。ガングロのギャル系が好み。
セレアの母親
ケンタウロスの女性。バスト110cm（Kカップ）、ウエスト62cm、ヒップ測定不能。
本名は不明。セレアからは「母上」と呼ばれている。
セレアと同じく真面目で堅物な性格。セレアの家系は種族一勇猛な家系であり、彼女自身も槍試合では男女問わずに無敗の女騎士で「槍神」の異名を持つ。
セレアが「当て馬」を探さずに公人を主としたことを知り、衝突した挙句にセレアからの決闘の申し込みを受けて立ったが、最後は公人と力を合わせて戦った彼女を認めた。
実はセレアの実の父は当て馬として用意された男性（人間）で、つまり、セレアは純粋なケンタウロスではなく人間とのハーフである（この事実はセレア自身も知らなかった）。母親は自らの経験から、当て馬を使ってまで強い血統にこだわるケンタウロスの伝統に不満を持っており、セレアからの決闘を受けたのも、その時代遅れの伝統を打破するための説得材料を見極めるためでもあった。
メロの母親
人魚の女性。全長181cm、バスト86cm（Eカップ）、ウエスト58cm、ヒップ94cm、体重:国家機密。
本名は不明。メロからは「お母様」と呼ばれている。
メロの故郷である人魚王国の女王で、全ての権力を握っている。清楚な印象の強い女性だが、頑固であり、メロにもあまり発言の自由を与えない。
メロよりもさらに輪をかけた悲恋脳で、密かに付き合っている人間の男との恋愛を最高の悲恋にするためだけに、人間との種族間交流断絶がおこるよう画策した。（オクトの悪い噂の拡散、駆け落ち問題の深刻視など）
メロを故郷に連れ帰ろうとしたのも、人間社会に感化されたメロを矯正するためであった。しかし自らの過失でメロや公人が危機に陥り、ミーア達と力を合わせて互いを助け合うメロの様子を見て何かを思ったのか、最終的に折れて、メロの帰国を取りやめ、国民達に対しオクトの誤解を解き、人間との恋愛を公的に応援し、駆け落ちを思いとどまらせた（更には、自らの人間の恋人の存在も明らかにした）。
最新の機械には疎く、前述の過失も機械の誤操作によるものである。
メロの父親（つまり国王）は人間の女性とすでに駆け落ちしており、それについては女王自身「運命の人と出会う前に間違いを犯しただけ」「むしろ今までが浮気だった」と言っている。これに関しては悲恋脳の娘ですら母親の言葉に引き気味だった。しかし、コミックス第9巻のオマケでは、今の恋人がありながらもヨリを戻して更なる悲恋を堪能しようとしていた。

### その他の他種族
ANM48
他種族だけで構成されたアイドルグループ。作中では主人公達と直接の絡みはないが、他種族との交流を象徴する存在として、時折名前が挙がる。
代表曲は「エブリデイけもみみ」。ティオニシアもアルバムを持っているらしい。
「ANM」の読みは原作とアニメで異なっており、原作では「アニマル」、アニメ第1話では「エーエヌエム」と読んでいる模様。
ポルト
声 - 夏川椎菜
コボルトの少女。身長158cm、バスト86cm（Dカップ）、ウエスト60cm、ヒップ88cm、体重51kg。
誕生日は2月7日（みずがめ座）。
他種族向けのスポーツジム(後述)を経営する オーナーであり、トレーナーでもある。常に元気でテンションが高い。試験営業中のジムに来た来留主家の面々との経験で、指導よりも体質に合わせた設備環境の充実を実感してジムの改革を宣言し、全国展開を目指している。
また、経営以外にも他種族間交流のために地域貢献活動にも積極的に取り組んでおり、公人からは「意識高いなぁ」と感心されている。なお、この活動は後述のペナルティ行為を兼ねていることもある。
一定の社会的信頼も得ている模様で、初登場の時点ですでにMON以外の他種族で唯一、ホストファミリーの同伴もなく単独で外出が許されており、ルール違反を犯した他種族へのペナルティ実施も任されている。そのペナルティはフィジカル系で、種族によってはかなり過酷である。
テレビアニメにおいてはその扱いが原作と異なっており、アニメ第10種、第11種で主人公たちの近辺でランニングするシーンが出てくるのみ（ストーリーに関わらないチョイ役）であったが、第11巻OAD付き特装版に付属するOADで漸く彼女が話に絡んできた。
作中に登場する他種族の女性の中で、マナコとともに例外的にHなハプニングに遭うことが少ない。
オーク新境地開拓連盟
声 - 丹沢晃之（リーダー格のオーク）、濱野大輝、竹内栄治
オーク族の6人で構成された犯罪者集団。オレンジ色のモヒカンヘッドがリーダー。
密輸したアサルトライフルで武装し、オークの特殊能力や「他種族間交流法」を悪用して、同人ショップ で武装立て籠もり事件を引き起こした。人間社会の警察は手を出せなかったがMONによって制圧され、リーダー格のオークは（ドッペルによる変装という体の）墨須により制裁を加えられた。
リーダー格のオークは国外退去後、再度入国。ドラコにちょっかいをかけたりした後、再びドッペルの手によって御用となった。
ドラコ
声 - 大津愛理
ドラゴニュートの女性。身長163cm、バスト80cm（Bカップ）、ウエスト59cm、ヒップ85cm、体重55kg。
誕生日は3月19日（うお座）。
一人称が「ボク」であることに加え、胸が小さく、男性的な服装をしており、ミーアからはリザードマンの男性と勘違いされた。公人とミーアが一緒にいるのが許せなかったらしく、ミーアを誘拐し襲おうとした（実際には友達になろうとした）が、公人の反撃に遭い失敗に終わった。
種族名のせいで脅迫状の犯人と誤解された一人。脅迫犯ではなかったものの、ホストファミリーを同伴せず無断で外出したためにMONに拘束され、リリス（後述）と共にペナルティを科された。
後に再登場。この時はペナルティの消化中で、ポルトの魚釣り（外来魚、アメリカナマズの駆除）を手伝わされていた。偶然通りかかった公人に襲い掛かったが、一緒にいたスーにより返り討ちに遭った。後日、ミーアに会いに来て公人に文句を言いながら、同行していたリズにナンパした。
ちなみにリリスから同性愛者を疑われたことがあり、いちおう否定していたが微妙に否定し切れていない。欲張って失敗するタイプらしく、ミーアとリズに同じプレゼントをしたために逆にもっと怒らせてしまった。
キー
声 - 瀬戸麻沙美
ドリアードの少女。身長、バスト、ウエスト、ヒップ、体重すべて不明 だが、バストの最大値は100センチ越え。
誕生日は5月4日（おうし座）。
正規の留学生ではなく、人間によって誘拐され、日本に来たが、仲間からはぐれて弱っているところをパピに見つけられ、森の中に植えてもらう（ただし、パピはそのことをすっかり忘れていた）。「キー」という名前も「木」にちなんでパピがつけたもの。
人間界にやって来た経緯もあって、人間不信に陥っている。不法投棄された栄養剤を吸収したため、巨大化してしまい、公人に危害を加えようとしたが、栄養を全て搾り出され、元の大きさに戻った。ドラコ同様、種族名のせいで脅迫状の犯人と誤解された一人。その後も人間に対する不信感をぬぐい切れていないが、パピやスーのおかげもあってか、公人に対する態度は軟化してきている。
性格は気難しく、パピ、スー、ティオニシア以外にはあまり懐いていない。他は公人がせいぜい無視されない程度。
自分の意思に関わらず法的には「密入国」であるため、ホストファミリーがいないものの、元の大きさに戻った後も自らの意思で故郷には戻らず、墨須からもそのまま森での生活を許されている。ちなみに詳しい出身は不明だが、温泉の熱気により全身の葉が瑞々しくなったことから、少なくとも日本より温暖な気候の出身であると推測できる。
なお、水分や栄養素を母乳のように分泌する性質から、作中では胸を吸われる場面が多い。公人についても、自分だけではなくティオニシアやセントレアの乳を吸うのが好きなのかと疑いの目を向けている。
リリス
声 - 種﨑敦美
デビルの少女。身長120cm、バスト63cm（Aカップ）、ウエスト54cm、ヒップ69cm、体重25kg。
誕生日は6月6日（ふたご座）。
パピと同じで、見た目は子供だが実は大人。イタズラ好きで、セレアに催眠術をかけたが、暴れイノシシに追い掛け回されたあげくラクネラに捕まり、ラクネラをからかったために「大人向けのお仕置き」をされた。その後、ラクネラの「責め」が忘れられなくなってしまった模様で、ラクネラの意中の公人に嫉妬し、別れさせようと工作し始めるも、逆に隠密中のラクネラから制裁されるのだが、マゾヒズムに目覚めた彼女にとってはむしろ悦ばせてしまう。ドラコやキー同様、種族名のせいで脅迫状の犯人と誤解された一人。
なお、本編では“ホストファミリー”について描写がなかったが、コミックスの書き下ろしによれば密入国ではなく、ちゃんとホストファミリーのいる留学生のようであり、ドラコ同様無断外出のペナルティを科されていた。それ故にドラコと行動を共にすることが多い。
雪緒（ゆきお）
雪女の女性。身長170cm、バスト89cm（Fカップ）、ウエスト57cm、ヒップ86cm、体重58kg。
他種族完全対応の温泉旅館「雪の宿」の女将をつとめている。
雪女の特性上、高温に弱い。また無意識のうちに雪や氷を呼ぶ力がある。外見はほぼ人間の女性と同じだが、女性としては背が高い。表情の変化に乏しく、本人もそれを気にしている。旅館の若旦那に惚れており、いずれは結婚したいと考えている模様。
女将をつとめることになったのは、この旅館にホームステイで訪れてそのもてなしに感動したことがきっかけ。熱さに弱い雪緒のために若旦那が考案した低温風呂が、他種族対応化の発想の元となった。
ウンディーネやサラマンダーの知人がいる。
もともとは、公式サイトで募集したモン娘4コマに作者のオカヤド自ら投稿した4コマの登場人物。その後、第31話で本編に初登場した。
ルズ・ナインティ
九尾の少女。身長133〜165cm、体重37kg。通常時はバスト63cm（Aカップ）、ウエスト46cm、ヒップ73cm。変身時はバスト90cm（Gカップ）、ウエスト56cm、ヒップ89cm。
日本のテレビアニメの影響で巫女に憧れ、神社にホームステイしている。巫女服は神主にもらった物だけでなく、自分で注文した物も複数持っている。
神社の参拝客や活気を取り戻そうと、自身の変身能力を利用し、空回り気味ながらも様々なアイディアを試していた。もっともそれは、ホストファミリーの神主の作る絶品お稲荷さんが食べられなくなっては困るという理由からであり、食欲以外でも総じて欲望に忠実である。欲望のためには手段を選ばないところがあり、公人やミーアからは「あくどい」「女狐」と思われている。
名前の由来は九尾を単純に英語にした「ナインテイルズ」を引っ繰り返したもの。
キャトル
ミノタウロスの女性。身長231cm、バスト171cm（Qカップ）、ウエスト79cm、ヒップ130cm、体重は秘密(第8巻では「書いたら殺す」と脅されている)。
農業研修のため牧場にホームステイし、酪農を学んでいる。後にその経験を買われ、メリノとともに黒百合新素材研究所が経営する別の牧場に指導員として派遣されることになる。作中に登場する他種族の女性の中でも大柄なほうであり、頭にバッファローのような角（両側頭部から頭の上に伸びている）が生えている。また、よく葉っぱのついた茎を咥えている。
本来は穏やかな性格であるはずの乳牛種だが、キャトル個人は男勝りかつ、がさつで喧嘩っぱやく、言葉遣いも気も荒いなど、性格面では闘牛種に近い。牧場主と交際しているものの、その性格からしばしば喧嘩になり、牧場主をボコボコにしている。またその一方で、公人のことも気に入っているらしい。特に手搾りで乳を搾ってもらって以来、その気持ちよさが忘れられなくなっている模様。
短絡的に物事を考える傾向があるようで、胸の大きい他種族の女性はみんな妊娠しなくても母乳が出ると思い込んでいるようである。
母乳は栄養豊富で人間の物に近く、乳児を持つ母親達には人気があるとのこと。
メリノ
パーンの女性。身長158cm、バスト88cm（Fカップ）、ウエスト59cm、ヒップ85cm、体重48kg。
キャトルと同じく、農業研修で牧場にホームステイしている。後にその経験を買われ、キャトルとともに黒百合新素材研究所が経営する別の牧場に指導員として派遣されることになる。
牧場での他種族メンバーの中では比較的常識人で、性格も穏やかであるため、他種族仲間と人間との橋渡しのような立ち位置になることが多い。自分の意思を強く主張するタイプではないが、周囲の状況を口実に「仕方ない」「不可抗力」などと称しつつさりげなく希望や欲望を押し通し、時には大胆な行動に及ぶこともある（これはパーンの女性全般に多かれ少なかれ見られる傾向でもある模様）。
奥手で異性との接触にあまり慣れていないらしく、男性に褒められるとすぐに喜んでしまう。農業研修の後輩である人間の男性といい感じになりつつある模様。またその一方で公人のことも気に入っているらしい。
種族の特性から体は羊毛で覆われており、定期的に第三者に刈ってもらっている。またキャトル同様、母乳も栄養豊富である。なお、自分の母乳から作った乳製品を誰かに食べてもらうのを見ると興奮するらしい。
トーン&コット
バロメッツの双子の少女。2人ともに身長151cm、バスト73cm（Aカップ）、ウエスト55cm、ヒップ77cm、体重39kg。
キャトル・メリノと共に牧場にホームステイしている。ステイ先の家庭農園を担当。
キャトルやメリノを冷やかしたり、ちょくちょくイタズラをするなど、トリックスター的な立場である。それぞれ頭の角が上向きと下向きだが、どちらがどちらなのかは不明。
農業研修の後輩である人間の男性（メリノの相手と一緒に来た人たち）をパシリにしているらしい。
リズ
リザード族の女性。身長168cm、バスト81cm（Bカップ）、ウエスト59cm、ヒップ91cm、体重62kg。
民間警備会社TALIOの他種族対応班。
クールに見えて何かとアクション映画に例えるなど空回りしている。しかし、行動自体は真面目であり、公私をしっかり分けて受け止められるため、職務中はドラコに怒りつつも彼女の謝意自体はは素直に受け取ろうとした。
車の運転が可能で、第34話では映画のアクションシーン張りにハイエースを振り回している描写もあることから純粋なテクニックは高い模様（だが、その後ミスで脱輪させてしまった）。
鬼怒（きぬ）
鬼族の女性。身長192cm、バスト105cm（Jカップ）、ウエスト61cm、ヒップ93cm、体重79kg。
民間警備会社TALIOの他種族対応班。
天然気味で仕事も空回りしている。喋りは体育会系。リズのことを「先輩」と呼んでいる。
サバスチャン&ポチョムキンメ
メロの故郷である人魚王国の、魚人の執事。メロを呼び戻すためにTALIOに依頼する。
サバスチャンは筆頭執事で、ポチョムキンメは執事長。基本的な対応は丁寧なのだが、2人揃って、密かにイケメンになることを望んだり、行方不明のメロの救出を公人たちに丸投げし（しかも、肝心な情報（ダイオウイソギンチャクの存在）を伝え忘れていた）たり、性格は結構勝手。その態度がラクネラなどの反感を買い、糸や触手でシメあげられ、女王のもとへの案内を強要される。
マッサージ師たち
ウナギ系人魚の女性たち。人魚王国の"Eel Lotion Massage"(後述)という店のマッサージ嬢。作中では四人まで確認できる。
彼女らのマッサージを受けて気持ちよくなったミーアがあまりにもフニャけた状態になっているので、それを見たセントレアが自分はそうならないと強気の態度でそのマッサージに臨んだものの、結局セントレアも陥落されてしまう。すると突然彼女らの態度が上から目線のようなものになり、ミーアたちに店の年間会員への入会を勧誘してきた（このあたりの様子は、インチキではないものの、催眠商法のようである）。しかし、すでにアヘ顔の陶酔状態になってしまった二人は、即答で入会を懇願する。
オクト
スキュラの女性。全長350〜500cm(伸縮可能)、バスト93cm（Gカップ）、ウエスト60cm、ヒップ??、体重:ヒミツ。
“数々の魔法を用い、人魚の駆け落ちを手引きさせている危険人物”と、一般の噂では評されている。しかし実際は、洞窟の奥でたこ焼き屋を営む一般住人(?)である。大阪弁を話す。ちなみにたこ焼きはこだわりにこだわり抜いて作られる至高の一品で、新鮮なタコと出汁が味の決め手らしい。
上記の「魔法が使える」という噂のせいで余計な相談ばかりを持ち込まれるため、勘違いした輩が来ないよう、洞窟でペットのダイオウイソギンチャクを群生させている。
根も葉もない噂をなんとかしてもらおうと、決死の覚悟でメロに面会をし、その場では話し合う余裕がなかったため自宅に来てもらった（それを「誘拐した」と誤解されてしまう）。その後、その噂自体女王自らが自分の画策のためにわざと流したものだと判明し、前述の公人一行の活躍により誤解が解かれた。
脚や頭の触手を用いた触手プレイを得意とする攻めキャラで、同じ攻めキャラのラクネラの緊縛プレイとほぼ互角の戦いを演じ、その後意気投合した。
出稼ぎとして、雪の宿で他種族間のお悩み相談所を開いている。実はとある男性から相談にかこつけたアプローチを受けているのだが、全く気付いていない。
インクを撃ち合う某アクションシューティングゲームを嗜んでおり、本人はローラー派らしい。
一 夕日（はじめ ゆうひ）(ユウヒ)
ゾンビの少女で、元人間。
まだ人間だった時、入院している公人のお見舞いに来たララと出逢い、友人となる。死神を名乗るララに、死と魂について尋ねていたが、実は難病に冒され余命少ない身であった。ララは、彼女にまだ現世で楽しい生活を歩んでほしいという想いから、事前に選択を委ねた上で（前述の方法で）彼女にゾンビとしての新たな生を与えた。
生への渇望故かゾンビとなった事に衝撃を感じている様子は見せておらず、コミックス第9巻のオマケでゾンビーナからゾンビとしての生き方を教育されている。ゾンビ化したことで病死の危険性が無くなったため、彼女の両親もゾンビ化に関してはむしろ感謝していた。
名前の由来は「死」という文字を分解して得られる「一」、「夕」、「ヒ」から。
シィシィ
キョンシーの女性。身長155cm、バスト79cm（Bカップ）、ウエスト56cm、ヒップ90cm、体重46kg。
中国や台湾を中心に伝わる風習「冥婚」 を悪用した押し掛け国際結婚の常習犯。他種族間交流保安局にもマークされている。
ゾンビーナとは腐れ縁の仲で、昔からトラブルを起こすたびにゾンビーナが処理していたため、いつのまにか仲も良くなり、最近は日本に来るたびわざわざゾンビーナに電話を入れるほど。
公人にも見境なく結婚を迫ったが、現在の公人の状況を聞き、六股でもかけているのかと誤解し、身を引いた。
また、ゾンビーナと同じくお腐れ様的な趣味を持ち、それもまたゾンビーナと仲がいい要因となっている。日本人と国際結婚したがるのも、その方が腐向けイベントに参加しやすいからだったりする。
ちなみにゾンビーナが用いるのは岩塩弾 であり、これを打ち込まれると暴走が収まってしおらしくなる。
名前はキョンシーの「シー」と映画「幽幻道士」のヒロインの名前、「テンテン」→「1010」→「シー（中国語で10）」から。
キーラ
キラービーの女性。身長168cm、バスト88cm（Fカップ）、ウエスト58cm、ヒップ85cm、体重52kg。
他種族間留学の個別審査面接の際、自らの短気な性格が災いしたためにラクネラの罠にはまり大恥をかき、しかもその際大暴れしたせいで（アラクネではなく）キラービーが危険種族指定されてしまった。 そのせいでラクネラを恨んでおり、ブローカーの手を借りて再来日し、ラクネラへの復讐の足がかりとして、世帯主の公人を捕まえようとした。しかしキーの森に新しくできたサウナにおびき寄せられ、閉じ込められて行動不能となった。
自分が公人を襲った事情を話すと、セントレアからは「主殿には二度と手を出すな、でもラクネラは別にいいからそっちを狙え」といわれ、リアクションに困った。
女性ではあるが、一人称は「俺」であり、カタカナ表記の野郎言葉っぽい話し方をする。
キノ
マタンゴの少女。身長132cm、バスト68cm（Aカップ）、ウエスト55cm、ヒップ69cm、体重41kg。
ブローカーの手によって入国した危険種族の一人。幻覚作用のある胞子を来留主邸にまき散らし、公人たちにダンジョンのような迷宮を見せた。瞳は十字模様で、語尾に「ンゴ」とつけて話す。
ブローカーとの交換条件として来留主邸の周りをうろついていたところをパピに発見され、彼女に友達と認定され、友達として家に上がり、どういうわけか胞子をばらまいてしまった。
他種族間留学の個別審査面接を受けた際、その場でも胞子をばらまいてしまい、マタンゴの体質も相まってマタンゴが危険種族に認定されてしまった。
キュリー
吸血鬼の女性。身長162cm、バスト72cm（Aカップ）、ウエスト52cm、ヒップ76cm、体重38kg。
ブローカーの手によって入国した危険種族の一人。他種族間交流博覧会に訪れていた。ロケットペンダントを常に持ち歩く。
血は苦手だが、とある理由で公人やゾンビーナに襲い掛かり、騒ぎを起こした。
交流博覧会でパピと出会い、友情を育む。交流博覧会後は博覧会に来ていた吸血系他種族の女性3人と同居することになった。
血のみならず、ニンニクはもちろん、暗くて狭い所も苦手。ただし、他種族3人とのシェアハウスを始めてから、血は徐々に飲めるようになっている。
キュリーの父
吸血鬼の男性で、すでに病気で亡くなり幽霊になっている。死んだ後も一族を復興させようとキュリーに憑依しており、彼女を操ってパピを吸血鬼にしようとしていたが、キュリーの抵抗にあい、失敗。最後はどこからか現れたララに大鎌で刈りとられ、強制的に成仏させられた。
モール族の男
他種族間交流博覧会で、いつでも地中気分が味わえる室内地中セットを展示していた。
モスマン族の二人組
他種族間交流博覧会で、代々伝わる伝統工芸の誘蛾灯ライトを展示していた。
マミー（ミイラ）族
他種族間交流博覧会で、中古の棺を販売していた。
フクロウ系のハーピー族
他種族間交流博覧会で、夜目の利かない種族のための暗視装置メガネを展示していた。
リッチー、モスキー、ヤツメ
リッチーはヒル型の他種族、モスキーはモスキート族、ヤツメはヤツメウナギ型人魚の女性。
他種族間交流博覧会の「他種族間留学マッチングパーティ」に参加した種族たち。いずれも公人の血を吸って美味に感じ、いたく気に入り、彼との留学を希望したが、その後公人がキュリーの騒動に巻き込まれてしまったことでお流れになってしまう。
その後は、キュリーのステイ先に押し掛ける形で4人で同居することになった。
ブラックスー
巨大なブラックスライム。
他種族間交流博覧会の会場に停まっていたタンクの中にいたスライムで、スーの手助けによって外へ逃げた。
生殖の相手である賢いスライムを求め日本に密入国してきた。
スーと違い、ヘドロを体の主成分にしているため不純物が多く、身体はゲル状で水に溶けない。また再生能力や体液の酸強度もスー以上。ただし、スーと違い人とのかかわりが希薄であったため、知能は高くない。
スーの知能を極一部吸収しており、余分な水分がなくなると巨大な人型へと姿を変えた。
人型の状態では、不純物でできた骨格を持ち、優れた学習能力を持っている。
不定形のスライムの姿は栄養吸収に特化した姿。
鎮静化された後は黒百合新素材研究所に保護され、強力な浄水能力を持つことから雪の宿の浄水装置として働くことになった。そこで濾過した他種族の体組織から遺伝子を吸収した結果、様々な性質を持った無数のスライム達に分裂。混カツのホスト達を純粋な視線で射止め、一般常識を身に着けるまで雪の宿でバイトすることになった。
黒百合新素材研究所の牧場メンバー
黒百合新素材研究所が経営する、他種族の女性のみを集めた実験的牧場にいるメンバー。総勢40名（ミノタウロス20名、パーン10名、サテュロス10名）。キャトルとメリノが指導員として派遣されている。一時、公人が借金のかたにしばらく働かされた。
ミノタウロスのミルがリーダーであったが、後述のサテュロスの牧場掌握によりザァネが前面に出てきた。
コミックス第14巻の巻末には、一人一人のプロフィールが記載されている。
バークリン
獏の女性。
混カツに参加したもののホスト候補生の男性にセクハラされ、そこを別の男性に助けられたことがきっかけで彼の家にホームステイすることになった。その後は悪夢を食べられず困っていたが、ナイドリムが見せる悪夢を食べるという協定を結んだことで解決。
アルシア・ヴァン・ダルシア
ケンタウロス(軽量種)の女性。身長178cm、バスト77cm(Bカップ)、ウエスト56cm、ヒップ不明。
陸上競技のスポーツ留学枠で来日しており、以前は障害物走をメインにしていた。セントレアのランニングフォームに魅了され、彼女を「先輩」と呼んでコーチングを依頼する。実際は走りそのものというより、背に主を乗せるようなフォームが気に入ったとのこと。
得意種目は1000m短距離走。苦手種目はシャトルラン。スポーツ科学で好成績を収めている秀才。
単行本17巻描き下ろし漫画では、チーム墨須で出走。1番人気だったが、メアミルのホットミルクとナイドリムの催眠術で眠らされ、脱落。
レム・ナイドリム
ナイトメアの女性。一人称は「ワレ」。身長177cm、バスト75cm(Aカップ)、ウエスト54cm、ヒップ不明。
ナイトメアとして悪夢を見せられない現状に悩み、昼夜問わず悪夢を見せる相手を探す所為で睡眠不足にまで陥り、セントレアに相談しに来た。通信教育で催眠術を身に着けており、セントレアに悪夢を見せることになった。最後はバークリンと協定を結び、悪夢を見てもいいという人が見つかるまでセントレアや公人に悪夢を見せることになった。
虚弱体質の気がある上、最近は悪夢に悩まされている。
単行本17巻描き下ろし漫画ではチーム社長で出走し、ニコとの一騎打ちの末に敗北。
シュロン・ド・ペル
ケンタウロス(重量種)の女性。普段の一人称は「ウチ」。身長212cm、バスト117cm(Kカップ)、ウエスト68cm、ヒップ不明。
農業を営んでおり、セントレアでも動かせないようなプラウや馬鍬を軽々と動かせる。都市部では、機械農業だと費用や交通の面で問題がある為、他種族のパワーや小回りを活かした新しい都市型農業を推進している。ペル家はケンタウロスの中でも騎士の名門として知られ、シュロンも「重戦車」の異名を持つ実力派の騎士。本気を出すと表情が険しくなり、一人称が「オレ」になるなど物言いも厳格になる。現在の世情に合った生き方を選び、ミスリルの武具を農具に作り替え、自らが道を示すことで他の者たちに生き様や生活できる場所を作ろうとしている。
過去の槍試合戦績は831戦全勝だが、スポーツとしての試合に強くても騎士としての務めは果たせないと考えている。生野菜は苦手。
単行本17巻描き下ろし漫画では、チーム社長で出走。社長の本命馬だったが、「戦いでは重量が物を言う」という考えからフルアーマーを着込んでおり、速く走れず（走らず）最下位になった。
メアミル・アイラグ
ケンタウロス(馬乳種)の女性。身長120cm、バスト120cm(Nカップ)、ウエスト68cm、ヒップ不明。
母性ホルモンを多く含む母乳を出す体質で、彼女の母乳を飲んだ者は幼児退行を起こして母乳を求めるようになる。留学による環境の変化で母乳が多く出過ぎてしまい、キャトル達の牧場で搾乳を受けていたが、そこで公人の搾乳の腕前を聞き、彼に搾乳してもらおうと画策。公人の携帯にいたずら電話をかけ続けることで周りとの連絡を絶ち、彼が買い出しに出たところで偶然を装って接近、搾乳してもらい、お礼として母乳を飲ませようとした。セントレアの妨害に遭うも、直接母乳を飛ばして公人に飲ませ、退行させることに成功。しかしセントレアが一念で母乳を出せるようになると公人はそちらへ向かってしまい、自らもセントレアの母乳を口にして敗北を認める。公人が正気に戻った頃には、自分が幼児退行していた。
14歳の娘がおり、母子で来日している。
単行本17巻描き下ろし漫画では、チーム社長で出走。走っている途中で胸が露出してしまい、脱落。
ニコル・ウニコル
ユニコーンの女性。通称「ニコ」。一人称は「ボク」。身長188cm、バスト104cm(Iカップ)、ウエスト68cm、ヒップ不明。
いわゆるドルオタで、ANM48を箱推ししている。角の削りカスを黒百合新素材研究所に卸すことで月収150万という高収入を得ていたが、そのうち7割ほどをアイドル関連に費やしてしまう浪費癖に悩み、セントレアに相談を持ち掛けた。研究所社長との話し合いの結果、動画配信などを行うバーチャルアイドル「ユニコ・モノケロス」としてデビュー。会社の設備ではなく、自宅から配信したいとコメントしたところ、返信で配信に必要な機材などを教えられ、機材の購入で更に出費を増やした（経費で落ちることになった）。
単行本17巻描き下ろし漫画では、彼女の角の売買の是非を巡って墨須と研究所が対立し、ケンタウロス達のレースで白黒つけるという事態に発展。チーム墨須で出走し、ナイドリムとの一騎打ちの最中に墨須から「アイドルグッズを好きなだけ買ってあげる」という発破をかけられ、角の差で勝利。しかし無所属のセントレアが1位だったため、レースの勝敗は引き分けになった。
ペガサニア・ベレロボーン
ペガサスの女性。一人称は「余」。身長190cm、バスト100cm(Jカップ)、ウエスト55cm、ヒップ不明。
高貴な振る舞いで他者を魅了し、自らの裸体を衆目にさらしても全く怖じない。しかし実態は物事を考えていないだけであり、行動自体は公人曰く「パピと全く同じ」。それゆえ公人は全く魅了されなかった。物覚えも悪い。
ひょんなことからパピと知り合い、来留主家を訪問。セントレア達を連れて外出し、人々を魅了した。なお、パピとの馴れ初めは全く覚えていなかった。
ベレロボーン王国の第一王位継承権を持ち、正式に王位を継承するために伴侶を探しに留学しているのだが、本人は完全に忘れている。
単行本17巻描き下ろし漫画では、チーム墨須で出走。飛べばいいという理由で2番人気だったが、走らなかった上にコースの人工芝を食べていた。

### その他の人間
警官
声 - 高坂篤志
他種族（とくにモンスター娘）が起こす事件や災難に何かと関わる人物。勤務態度は真面目で、他種族相手にも差別や特別扱いを行わない。公人と並ぶ作中屈指の常識人だが、気が弱く、いつもおびえながら職務を全うしつつ、事件に巻き込まれる。
本人には何ら非はないにもかかわらず、ララの首をバラバラ殺人と勘違いして銃を構えたり、直後に暗闇で視界を失ったパピに激突されるなど、損な役回りも多い。
キャラデザインは、1ページ漫画の頃の主人公のデザインを流用している。
女の子
声 - 巽悠衣子
名前は不明。警官ほど頻繁ではないが、時折公人たちに関わってくる少女。
第3話では木から降りられなくなって困っているところ（最初にミーアが助けようとしたが、足を滑らせて落ちてしまう）をパピ（と公人）に助けてもらい、第9話ではパピと交友のある子供たちの一人として登場し、車に轢かれそうになったところをスーに助けられる。
第38話では公人が入院している「岡宿総合病院」に同時期に入院しており、公人が（他の子供たちと共に）遊び相手になっていた。そのときララの外れた首を見て驚き悲鳴を上げて、病室内を騒然とさせる。その後、ユウヒとの親交が生まれたようである。
加瀬木（かせぎ）
声 - 藤原啓治
映像監督を自称する小柄な体格の中年男性。金にがめつく、自己中心的な性格の持ち主で、九菜月家からラクネラを買収して、彼女のつむぐ糸を自分の商売道具にしていた。公人の家を盗聴して、パピの産卵のことを知り、彼女が産卵する場面と共に、ドキュメントの名目で彼女たちの性的なシーンを無修正で撮影し荒稼ぎを企むも、スーによってその計略を見破られてしまう。真実を知ったミーアたちから非難されても、映像や言葉巧みに買収したミーアの脱皮殻やパピの卵の所有権を主張するなど言い逃れを繰り返して開き直っていたが、ニセの生卵を囮にされて油断した隙に公人から鉄拳制裁を受ける。しかし、それでも懲りずに逃亡し、公人への逆恨みを燃やしながら新たな犯罪を企てようとしたが、ラクネラに愛想を尽かされ糸で拘束されてしまう。その後の行方は不明。
事態の報告を受けた墨須の調査で、加瀬木という名前は偽名であることが判明しており、本当の名前は不明。また、九菜月家からラクネラを買収した際にも、フリーエージェントと自らの身元を詐称し、「草井 有三（くさい ゆうぞう）」という偽名を用いていることも発覚している。
不良達
声 - 濱野大輝（男）、清水彩香（女）
警官同様、何度か登場している。主に登場しているのは、不良カップル や不良カップルの男が中心の不良グループの2組。男はシボレー のピックアップ に乗っている。
他種族に対する差別的（挑発的）な発言を平気で行っており、その都度最終的には自業自得を受けるように制裁を受けたり、他種族（主にモンスター娘）達によって酷い目にあわされたり している。
商店街の人々
公人が利用している商店街の店員達。
パピやスーがよく子供たちの遊び相手になっていることもあり、他種族達には友好的でいずれも公人や警官と同じ偏見を持たない側の人間ではあるのだが、パピやメロを見て魚肉や鶏肉の食品を慌てて隠すなど、他種族の文化に関する理解は今一つ。
徳間豆腐店の奥さん
食材を探す公人におからを分けてくれた奥さん。
バスト102cm、ウエスト63cm、ヒップ90cm。32歳。未亡人、子持ち。
2014年に行われた人気投票において、墨須以外で唯一ランキング入りした人間の女性。
九菜月 レン（くなんづき レン）
声 - 藤田茜
ラクネラの以前のホストファミリー。ラクネラを金で売ったことを悔いており、再びホストファミリーに戻ろうと、来留主家にやってきた。しかし、他種族との交流を自分たちが成長するための試練や苦難としか考えておらず、他種族のことを人格を持った対等な存在としてきちんと見ていないふしがある。そのため、悪気はないものの言動のピントがズレており、最後はそれを見抜いた公人にホストファミリー復帰を断られ、叱責されたものの、断られた理由を理解しないまま泣きながら去っていった。
レンだけでなく両親 も同じような性格らしく、自分から面倒なことに関わろうとしながら、精神的に打たれ弱いのですぐ挫けてしまうらしい。
名前の由来は「苦難好き、試練も」から。
若旦那
雪緒のホームステイ先の旅館の若旦那。雪緒と交際し、その仲は非常にラブラブ。
外見年齢の幼さがコンプレックスだが、雪緒にはそれがまたイイらしい。
優れたDIY技術の持ち主で、雪緒用の温泉から耐熱スーツまで何でも作り上げる。
神主
ルズのホームステイ先の稲荷神社の神主。稲荷寿司が得意料理。
参拝者の少なさに別に困ってはいないのだが、張り切るルズに合わせてくれている。ただし変身ヒロインショーは頑として認めない。
また弟がおり、公人の家の近くの神社で神主をやっている。
式神壱号、弐号、参号
ルズが神社で行った変身ヒロインショーを見てファンになり、そのままショーの押し掛けボランティアとなった一般人3人。
主に覆面を被って敵役を演じている模様であり、舞台の上で散々な目に遭っているが、ルズとの仲は良好とのこと。
牧場主
キャトル・メリノ・トーン・コットのホームステイ先の牧場主の青年。キャトルと交際中。
イケメンだが軽薄そうな外見のため他人から誤解されやすくパピから第一印象はチャラいと評されたが、キャトル一筋で彼女からの負傷も受け流す穏やかな性格。しかし仕事熱心でキャトルの相手より牛や羊の世話にかまけることが多いらしく、それがキャトルには気に入らないようだ。
複数の種族を迎え入れ、恋愛面から負傷等のトラブルも起きるなどある意味、公人と似た者同士でもある。
TALIOの社員
民間警備会社TALIOの社員。リズと鬼怒とは仕事上のパートナーで、ステイ先でもある。空回りする彼女たちに振り回されている。
モヒカンの大男はリズ、イケメンの男は鬼怒と組んでいる。共に恋人ではないが、信頼関係は強い。
他種族間交流コーディネーターの男性
マナコと目を合わせることができなかった二人の男性。
目を合わせることができなかった理由は、自分たちの邪な気持ちが見透かされているような気持を抱いていたためで、マナコに苦手意識を持っていたわけではなく、むしろ好意を抱いていたからだった。
作者が作中のエキストラモブを募集し、その当選者として登場。モデルとなった二人は、単眼の女性が活躍する漫画を描く漫画家。
黒百合新素材研究所社長
黒百合新素材研究所（後述）の社長で、他種族を法律スレスレで入国させるブローカーの正体。
他種族の特性を活かした仕事を手配して雇い、資源を生産、そこから得られる莫大な利益で会社を急成長させたらしい。
事業は今の所、法律上問題ない脱法行為らしく、墨須とはその点等でいがみ合っている。
建前口上の意味合いもあると思われるが、多種族の個性や自由を重視しており、あくまでも人間の法律に則った対応を取る墨須とは上述の件もあってその関係は平行線である。
自称映画監督・加瀬木の弟だが、兄の扱いには手を焼いていることが示唆されている。

## 他種族
本作における「人間以外の半人間的種族」の総称。作品世界では、以前から政府レベルでは存在を認知されていたが、3年前に法整備（後述）とともに一般にも公にされ、人間社会への留学をはじめとする交流政策が始められた。偏見・差別行為・犯罪行為など軋轢も生じているものの、他種族のみで結成されたアイドルグループがデビューしたり、事業展開する者・他種族向けの施設など、文化交流から次第に社会的・経済的交流へと発展しつつある。
他種族の多くは「人間の伝説・想像上の生物（怪物）」とされてきた存在で、その多くが「半人半獣」の形態をとるが、人間はもちろん他種族間でも詳細が知られていない者（スライム）、「種族」として存在しているか不明な者（リビングデッド、ドッペルゲンガー）など様々である。
なお、多くの他種族に共通の性質として、満月の夜は性衝動を含めて活動が活発化する。
人知を超えた能力を持つ種族は「上位種」と俗称されることがある。

ラミア
上半身が人間の女性、腰から下は蛇という種族。全身の七割が蛇である。
変温動物であり、温度の低い環境下（寒い日、冷水など）では動作が緩慢になる傾向がある。また脱皮をする、ピット器官がある、樹木への登攀が得意など、生態は蛇に近い。ただし、上半身は人間と似ており、発汗も見られる。なお、尻尾の先のほうは非常に敏感で、性感帯でもあるらしい。長い舌は先端が二股に分かれており、食べ物の匂いを嗅ぎ付けると無意識の内に舌を垂らしてしまう。これは、かつては蛇同様口内に匂いを感じる器官があり、そこに舌で匂いの粒子を送り込んでいた名残とされる。
性質は狡猾、かつ執念深い。食性は肉食中心で、特に卵を好む。また、毒物の扱いに長けている。
女性しかいない種族であり、繁殖には人間の男性が必要である。連れてきた人間の男性を『一族の夫』として共有する風習を持ち、これ自体は他種族交流法により禁止された が、未だに一族の風習として残っている。
羞恥の基準が人間とは微妙に異なり、裸を見られて恥ずかしい感情はあるが、それ以上に脱皮を見られる方が恥ずかしいらしい。
頭の両側（側頭部の上の方）に半月形の髪飾り（半円の板状のもので、一回り小さい半円の穴があいている）をつけている。なお、この髪飾りは風呂やプールに入るときも付けたままであり、また、帽子を被ったり頭にタオルを巻いたりしたときにも隠れることなく表面に現れており、外れている時が一切ない。
アニメ第1種のエンドカードによると、以下の亜種が存在するとのこと。
エキドナ（Echidna）
リザードマンにやや近い種族。ラミアに比べて鱗が生えている部分が広く、腕等にも鱗がある。
出血毒を有する毒牙を持ち、蛇型の下半身にはマムシに似た独特の模様がある。
後に本編に登場した際は「一人前になると体にタトゥー（実は水性ペイント）を施す」「純情で少女趣味」といった設定が追加された。
メリュジーヌ（Melusine）
ドラゴニュートの要素を合わせ持つ種族。背中に生えたドラゴンの翼が特徴だが、長い下半身を浮かせるだけの揚力を得ることはできず、無用の長物と化している。
蛇というより「水蛇」であるため、水辺での生活を好む。
後に本編に登場した際は「翼は泳ぐ時に使う」「ラミアの中でも最も奔放」といった設定が追加された。
メデューサ（ゴーゴン）（Medusa）
髪の毛が蛇になっている種族。そのため、髪型を変えられないのが悩みとされる。
伝承に伝わる見た相手を石化させる能力は無いものの、視力が低いせいで目付きが鋭くなってしまい、視線を合わせた相手は身動きが取れなくなってしまう（彼女達に悪気は無い）。
後に本編に登場した際は「蛇のような頭髪はあくまでも体の一部であり、それ自体が生物というわけではない。でも断髪は見た目が痛々しいのであまりしない」「牙に含む弱い神経毒で相手の自由を奪えるが、現在は男女の営みに用いることがあるくらい」といった設定が追加された。

ハーピー
頭と胴体が人間の女性、両腕は翼、足は太ももから下が鱗のある鳥足になっている種族。
人間を足でつかんで飛べるほどの飛行能力を有する。飛行能力に特化したため体は小柄に進化しており、実年齢より幼く見える。
手には親指に相当する部分があるものの、前腕から手にかけてのほとんどが翼になっているため、モノを握ったりすることは構造上苦手である。また鳥と同様に鳥目なため夜は前がよく見えない。記憶力も「3歩歩けば忘れる」ほどに頼りない。
ラミア同様女性しかいない種族であり、繁殖には人間の男性が必要である。多様な遺伝子を確保するために1人の男性の元には長く居られない掟がある（今では形骸化している）。また、本作における本種の繁殖は卵生であり、繁殖活動をしなくても無精卵を産むことがある。なお、ハーピーの卵は人間社会において生命倫理の問題等から取引を禁止されているが、一部では高額で取引されているらしい（加瀬木は卵だけでも300万円の価値があると踏んでいた）。
ハーピーの女性たちは互いに顔立ちや体格が酷似している（パピとほとんど同じ）上に、群れ（大家族）で行動する、記憶力がおぼつかないなどの理由が重なり、子供の入れ替わり、取り違えが何度も起きていたらしい。ただし当人達はあまり問題視しておらず、パピの母親もあっけらかんと「(パピは)でもまあ私の娘だろ多分」と言っている。
アニメ第2種のエンドカードによると、目玉模様やCDの鳥避けが苦手で、食性は雑食〜肉食。また、以下の亜種が存在するとのこと。
猛禽種（Raptor）
人間とほぼ同じサイズの亜種。食性は完全な肉食。
友好的とされるハーピー族の中では珍しいことにプライドが高く、気難しい。
家禽種（Poultry）
産卵することに特化したハーピーの亜種。ほぼ毎日産卵する。頭頂部のトサカが特徴。
翼が退化しているために飛行能力は無く、陸上種のように俊足なわけでもない。また、非常に臆病（チキンだから）。
なお、品種改良されたというわけではなく、元からこういう種族である。
陸上種（Land animal）
地上での生活に適応したハーピー亜種。翼は家禽種以上に退化しているが、逆に身体は人間よりも大きい。
鋭い爪を持つ太く力強い脚により、高速で疾走することが可能。その外見に似合わず、性格は大らか。
フクロウ系
ハーピーの中でも珍しく夜目が利く。

ケンタウロス
馬の首部分から人間の上半身が生えたような種族。全国に約三千万人いるらしい。
主人への忠誠心を重んじる誇り高い戦士である。生涯の主と決めた者しか背中に乗せてはならないという掟があり、ケンタウロスの背中に無理矢理乗ることは重大なハラスメント行為にあたる。
人間よりも大きな子供に大量に授乳する必要があるため、女性のケンタウロスは乳房が大きい。また腕の長さは人間と同じであるため体を洗う時は長柄のブラシを使用するとのこと。当然服の着脱にも苦労する。一方の男性のケンタウロスは「強い種を残す」という伝統が招いた弊害から、筋骨隆々で粗野で乱暴な性格のものがほとんどで、強さだけを求める野蛮人に近い（衣類は着用せず、顔も美形とは言えない。公人曰く「ゴリラ」「ドワーフ」）。
種を残すために一夫多妻制を採用しているが、妻のケンタウロスから嫌悪され、夫のケンタウロスも妻一人一人には興味がない。実は人間との間でも子をなすことが出来る。
このような現状から近年では女性のケンタウロスの好みが草食化し、少子化対策のために美形の男性を「当て馬」として利用している（ラクネラ曰く「眼前NTR」）。結果としてその方法を嫌った若い女性のケンタウロスは、大昔の「高潔な主との主従関係」を夢見て古風な喋り方や立ち振る舞いをしている（いわゆるカウンターカルチャー）。
体の構造上、肉や魚などの動物質のものを食べることが出来ない。好物はニンジンの他、甘い物。味覚や嗅覚が鋭い。
ケンタウロス種の平均睡眠時間は3時間で、しかも断続的に眠る為、夜間は空腹に悩まされている。普段は立ったまま眠るが、時々座って眠ることもあり、ごく稀に完全に横に寝転がって眠る。
アニメ第3種のエンドカードで紹介された亜種は以下の内、軽量～重量の3種。
軽量種（競走種）（lightweight）
走ることに特化した種族。
ケンタウロス種にしては乳房が小さく、比較的小柄でスリム、かつ引き締まった体つきをしている。
とにかく走ることを好み、順位や記録にこだわるストイックさを持つ。また、やや気性が荒いが、それは臆病さの裏返しである。
心身共にナイーブで怪我をしやすいため、健康には人一倍気を使っている。
馬乳種（dairy breed）
母乳を分泌することに特化した種族で、ケンタウロスの中でも特に大きな乳房を持つ。
他種のケンタウロスの乳母を担うこともあるため、彼らと行動を共にすることが多い。
他のケンタウロスと比べると、腰周り、胴周り、脚周りの肉付きがいいらしい。
性格は大らかで、従順。また、母性本能が強いので小さいものが好き。
後の本編では、「貴族階級に乳母として仕える風習があったものの、粉ミルクが普及した現在ではその風習は廃れた」という設定が明かされた。
重量種（heavyweight）
筋骨隆々とした屈強な体格の持ち主で、ケンタウロス族では最大の種。足も他のケンタウロスとは比べ物にならない程大きい。
全身を甲冑に包んでも問題なく動くことが可能なほどの馬力を持つ。ただし、現在は甲冑を着けるようなことはそうそう無いため、その力はもっぱら農耕に用いられる。
体格に反して温厚な性格である。ぼんやりしていることも多く、悪く言えば愚鈍。
ナイトメア
眠っている者の枕元に立つことで悪夢を見せることができる亜種。現在は不法侵入などの問題で、思うように悪夢を見せることができないらしい。
ユニコーン
額に一本角を生やしている亜種。この角は万病薬になり、削りカスであっても高額取引される。この角をヤスリ等で研ぎ澄ます風習を持つが、削り過ぎると成長に悪影響が出るらしい。
処女性を重視する文化がある。
ペガサス
馬部分の背中から翼を生やしており、空を飛べる亜種。

スライム
人間社会ではまだ認知されていない他種族。常に水を求める習性があり、水を取り込むと体が大きくなるが、あまり大量の水に浸かると体が溶けてしまう。逆に水を放出することで小さくなることも出来る。なお、水分をためておくメインタンクは胸部であり、一目で体内の水分量がわかる。体の構成がほぼ水分のため、取り込んでいる水分が凍結する寒冷地では凍結する恐れがある。
粘度の高い粘液を常に分泌しており、日常生活においてはこまめに掃除をしないと、滑って危険なほど。
目で見た物を何でも覚え、何でも真似をする。骨や筋肉は無いので、力はそんなに強くない。物をつかんだり水を吸収したりするのは、もっぱら触腕を用いる。
消化できるものなら食品以外でも栄養を摂取できるため人間には有害な物質でも取り込めるが、過剰に摂取すると体格や性格に影響が現れる。
スーのように人型をとるスライムはかなり珍しく、他種族に詳しいらしいセントレアも存在を知らなかった。顔にある口など、便宜上のパーツも備えている（口からの食事や、口呼吸は必要ない）。
身体のどこかに生物としての情報を記録するコアがあり、そこが急所でもある。
生殖は栄養を吸収した個体と経験を積んだ個体が合体、分裂して行うとされている。
アニメ第4種のエンドカードによると、最近発見されたモン娘で、学習能力が非常に高い。水のように純粋無垢で、何色にでも染まりどんな形にも変形するとのこと。紹介された亜種は以下の4種。
レッドスライム(red slime)
通常のスライムよりも酸性が強い上に体の水分が揮発し、体内の消化液の割合が高くなっている。体は通常のスライムよりも小さめ、性格は攻撃的で言動に酸っぱい発言が目立つ。
ピンクスライム(pink slime)
花畑などに生息する希少なスライム。花の蜜や柔らかい蕾を食べているため甘い蜜の香りが漂う。花が咲いている時期以外の行動は不明。労せずに栄養のある物が食べられるので非常に能天気で、脳内までお花畑な性格。花という「子孫繁栄」に直結するものを摂取しているために思考もピンク色で年中発情している。
グリーンスライム(green slime)
体内に毒素を持っているスライム。毒の成分のためか発泡しており、周囲にはシャボン玉のような泡が漂う。毒素や毒を持つ生物の多い森林地帯に生息しているためと言われている。ちょくちょく会話に無自覚な毒舌が混じる。水溶性の毒の成分が含まれているためか型の維持が苦手で、完全な人型になれない。
ブラックスライム(black slime)
生息地域が廃棄物などで汚染されてしまったために真っ黒に染まってしまったスライム。元が何色だったかはもう誰にもわからない。社会風刺めいたブラックな発言をよくするが、実際のところ適当に言っているだけで自分の発言の内容はよくわかっていない。非常に凶暴で人間を敵視している。

人魚
上半身が人間、下半身が魚という種族。両手の水かきや胴体側面のエラなど、一部上半身にも水生生物の特徴を有している。
保湿のために滑り気のある粘液で全身を覆っている。基本はエラ呼吸だが、エラの湿度が保たれていれば陸上でも呼吸可能で、歩行・移動以外の日常生活にも支障はない。作中の描写によれば水中であれば淡水、海水いずれにも適応できるが、塩素消毒された水の中では体調を崩す模様。
両手の水かきは泳ぐ際に使用するが、あまり役に立っていない。そればかりか、指輪など指を通すものが身につけられないので実際不便。
腹びれは水中での姿勢制御に使われる他、陸上で体を支えたり、下半身の服をなくしたときに下腹部を隠したりするのにも使えたりする。
尾びれはそれ自体が筋肉の塊であり、短時間なら時速50kmの泳力を生み出す。ただしヒレが傷つくと泳力が落ちる。傷ついたヒレは、縫合し安静にしていればすぐ治るとのこと。
魚と同じように体内に「浮き袋」を持ち、その中に空気を入れることで浮力を調整する。これもまた、速い泳力を生み出すために必要なものである。
魚類とは異なり恒温性であるため、温度の低い環境下でも動作が緩慢にならない。ただし寒冷地では、身体を覆う湿り気の影響で体温が奪われるのが速く、危険である。冷たい水中で生活するためか、皮下脂肪も十分にある模様。
文化的には童話の『人魚姫』が広く読み伝えられ、人気が高い。しかしその影響で悲恋、特に他種族との悲恋が流行ってしまい、特に数の多い人間と駆け落ちする人魚が後を絶たず（王族にも人間と駆け落ちした者が存在するほど）、人間との関係が悪化するほどの問題となっている（かつでは社会問題と言うほどの大事ではなかったが、メロの母親の画策により深刻視された）。
アニメ第5種のエンドカードでは主に熱帯の海に生息するとされ、鰭や鱗は熱帯魚のようにカラフルであるとのこと。ここで紹介された亜種は淡水種からウナギ系の3種。
淡水種(Fresh water class)
定期的に海と川を行き来する人魚。旅の途中にいかなる障害があろうと、それらを乗り越えて行く強靭な精神の持ち主。
体は激しい旅に耐えるために引き締まっており、体色は比較的地味で単調。
鮫系(shark race)
鋭い歯とサメ型の下半身が特徴の人魚。雑食性が多数を占める人魚の中では珍しく、完全に肉食性。
昔は海賊紛いのことも行っていたらしいが、現在ではさすがに自重している。
下半身の骨格が軟骨で構成されているため、非常にデリケート。性格は獰猛かつ攻撃的だが、精神的に打たれ弱いという一面も併せ持つ。
ウナギ系(eel race)
ウナギのように長い下半身を持つ亜種。第35話にも登場している。人魚としては珍しいことに、陸上での行動も得意とする。
体を覆う粘液の量が多いため、普通の衣服を着るのが困難。その粘液を活かしたマッサージ技術が発達しており、粘液中に美容に有効な成分が含まれるとされることもあって人魚の間では人気がある。
スタミナ豊富で夜が激しいので、常に寝不足気味。
ヤツメウナギ型
ヤツメウナギのような丸い鰓孔を持つ人魚。血液を摂取するが、そのほかの食べ物も食べる事が出来る。目が複数対あるわけではない。
アラクネ
上半身が人間の女性、下半身が蜘蛛という種族。顔面に4つ〜6つの目があるなど、上半身の一部にも蜘蛛の特徴を有している。
腕部などは皮膚ではなく硬い外骨格で覆われ、手の指には鋭く尖った爪が備わっており、人の皮膚を簡単に切り裂くことができる。外骨格は丈夫だが非常に軽く、壁や天井を動き回ることが可能。体重も、アラクネの体格から考えれば非常に軽い。
呼吸器官は上半身と下半身それぞれに存在している(下半身は蜘蛛の“書肺”)。下半身の蜘蛛の背中にあたる部分には模様があり、これは個人個人で違うらしい。
大型の種族で力も強く、人間を簡単に打ちのめせる。腕力には多少個人差はあるものの、同じく大型のラミアを抱えたままでビルを這い上がることも可能。
蜘蛛でいう触肢の上に人間の体が乗っているため、一見すると触肢が人間の足にも見える。普通の蜘蛛なら食事の際に使用する触肢だが、アラクネのこの位置に口はついていないため、性行為の時に相手を拘束する為のものと推察されている。
特殊能力として蜘蛛と同様に糸を吐く。糸が分泌される場所は蜘蛛部分の第2腹部にある糸疣である。糸の強度は同じ太さの鋼鉄の5倍、伸縮率はナイロンの2倍もある。粘着性、伸縮率、頑丈さなどは自在に調整でき、人間を絡め取ったり、服やブランコを編んだり、「糸電話」のように壁越しに音を拾うなど、様々な形で応用できる。アラクネの糸も、人間社会では高値で取引されているらしい。
元々狩人のような生活をしている種族の習性故に起床も早く、獲物を捕まえるための糸を用いた縄使いの腕を向上する努力を惜しまない習慣を持ち、人間のみならず各他種族の体躯に応じた新たな縄技術の開発も惜しまない。また、蜘蛛同様にカフェインを摂取すると酔っぱらってしまう。また、寒冷地では新陳代謝が落ちて休眠状態にも陥る。
本来は人知れず暮らす種族であり、人間の男性をさらって種を残してきた。他種族間交流法によって今までの暮らしができなくなり、今後の身の振り方を決める為にラクネラを人間社会へ派遣した。ラクネラの態度と混カツにより、人間との共存を選んだ。
アニメ第6種のエンドカードで紹介されたのは、以下の3種。
小型種(small breeds)
基本的なアラクネに比べて小さめの身体を持つ種族。脚は長くないが、基本種よりも素早く走り回ることができ、ジャンプも得意である。巣を張らず、歩きながら獲物を探す徘徊性のアラクネである。糸を出すことも出来るが、高所から落ちた時のための命綱として利用する程度である。
大型種(large breeds)
基本種に比べて遥かに大きく、脚も太いうえに毛で覆われている。性格は非常に獰猛で攻撃的、力も強いうえに毒まで持っているため不用意に接近するのは非常に危険。しかしながら毒性は弱く大した害は無い。基本的に他種族交流法に好意的な種族ではない。交流があったとしても、人間に襲いかかるといった問題行動を起こした者が拘束された時程度らしい。
アシダカ種(long leg breeds)
基本種に比べ細く長い脚を持ち、糸を出さない大型種族。大型種族とは思えない程に素早く走り回り、獲物を捕獲する生粋のハンター。しかし性格は温厚。獲物を確保した後でも、他の獲物を見つけたら確保した獲物を捨ててでも新しい獲物を追うほどに狩猟本能に溢れている。特に家庭内害虫の駆除には、一切の妥協を許さないため害虫に悩む者たちの間では、敬意を表して「軍曹」と呼ばれている。

単眼種（モノアイ）
一つ目（単眼）の人間型種族。目が一つ（なぜか眉毛は二箇所（人間と同じ位置）に生えている）である以外は人間と大差ない。
その眼球は人間に比べはるかに大きく、瞳孔の大きさや水晶体の厚さも人間の数倍あるため、超人的な視野と視力を持つ。その反面、近くの物の立体視は苦手で、電柱や標識にぶつかったり、3D映像を楽しめなかったりする。
瞳の表面積も大きいため、ゴミ・乾燥・花粉症などに悩まされており、目薬が欠かせない。涙腺も大きいので、乾燥を防ぐためかすぐ涙が出る。
単眼という風貌ゆえ、たいていの他人には（他種族からですら）怖がられたり、直視してもらえなかったりすることが多い。
アニメ第7種のエンドカードによると、以下の一族と亜種が存在するらしい。
一つ目入道
一般的なモノアイのうち、仏門に入った一族。他人からの視線という雑念から解放され、生真面目でストイック。その超視力は修行をサボっている者を見抜くのに使われる。
サイクロプス
モノアイの中では珍しく体格に恵まれた（特に胸）亜種で、他のモノアイから羨望の眼差しで見られている。その超視力は鉄の温度を正確に見極めるのに使われ、それが独自の卓越した鍛冶技術を確立させている。
バックベアード
モノアイの中でも特に強力な瞳の力を持つ亜種。催眠術、眼光による怯ませ、目から怪光線など何でもござれ。ただし力に反比例して体格は幼く子供扱いされており、それを非常に嫌う。そのためなかば疑心暗鬼になっており、少しでも優しくされると「このロリコンどもめ!!」と一喝して逃げるという。

鬼人（オーガ）
非常に大柄な体格の種族。しなやかな筋肉が収縮された特殊な体つきをしており、比類無き怪力と頑丈さを誇る。
肌は褐色で、耳は尖っている。額から角を1本ないし2本生やしている。この角は頭蓋骨と直結しており、非常に敏感。
身長は2m以上、まれに3m近いものもおり、人間と比べてはるかに大きい。
アニメ第9種のエンドカードによると、性格はその巨体に似合わずおおらかで、のんびりした者が多いとのこと。紹介された亜種は以下の3種。
鬼(oni)
赤色ないし青色の珍しい肌の色をしている以外は、ほぼオーガと変わらない亜種。第34話にも登場している。
身長は2m前後で、オーガ亜種の中では最も小柄（それでも人間よりは大きい）。一説によると赤鬼は涙もろく、青鬼は自己犠牲の精神を持つらしいが、真偽のほどは不明。虎柄の衣服を着用する習慣がある。
トロル(troll)
オーガよりも腕力に優れ、体つきもさらに一回り大きく、平均身長は3m以上。肌は緑褐色、角は1〜2本で太く短く、下あごから伸びた犬歯が目立つ。
男女ともに筋骨隆々でたくましく、前腕が大きく発達している。性格はオーガと同じくおおらかでのんびり屋。人間よりはるかに大きい体格のせいで、着られる服が少なくお洒落できないのが悩み。
ギガンテス(gigantes)
身長10mを越える超大型の亜種で、まさに巨人といったいでたち。
巨体ゆえに、下手に動くと人間を傷つけてしまうため、用がない時は身動きせずに大人しくしている。もはや似合うどころか着用可能な衣服が存在しないので、公序良俗を乱さない程度の衣服を身に着けるので精一杯。

ゾンビ（リビングデッド）
死後、特殊な病原菌など何らかの理由により、肉体活動が停止した状態でこの世に生き続ける者達。つまり元々人間だった者も含まれるが、この世界では他種族として定義されている。
もちろん肉体は死んでいるので、ケガをしても自然治癒できず、痛覚など大多数の神経も機能しておらず、血液や心臓なども人造の物に変える必要があり、防腐処理をしなければ腐ってしまう。
現在では防腐処理技術などが発達しているため、普通の人間と変わりない生活を送れている。とはいえ一般社会になじめるかどうかは、脳など肉体各所の腐敗進行度による。
アニメ第8種のエンドカードで紹介された亜種などは以下の通り。
アーリーゾンビ
一般的なゾンビのうち、防腐処理技術が不完全だった頃のゾンビの総称。普段は低温に保たれた部屋でのんびりと過ごし、外出も冬の寒い時期にしかできない。脳の状態も若干怪しく、性格は度を超えたのんびり屋で、常に寝起きのようなテンション。
ミイラ(mummy)
砂漠などの乾燥した地域の亜種。その環境の都合上、体が傷む心配は無い。
しかし、肌の潤いをも失ってしまっているため、水分補給のための長風呂が欠かせなくなってしまった。それ以外では、若い男から精を吸い取ることで美しさを保っているが、これは単なるプラシーボ効果であるとされる。
生前は王族や貴族等の高い地位であった人物が多いため、性格にやや難のある個体が多い。
キョンシー（Jiang shi/Chinese hopping vampire)
主に中国や台湾等のアジア圏に生息（？）するゾンビ亜種。第39話にも登場している。
死後硬直の症状がとても強く、身体の関節、特に肘や膝が非常に硬いため、毎朝のストレッチ代わりの太極拳が欠かせない。しかし睡眠中の関節硬化は避けられず、朝方は肘や膝をのばしたままの姿勢で、ぴょんぴょん跳ねながら移動している。

影人（ドッペルゲンガー）
変幻自在の髪を用い様々なものに姿を変えられる他種族。正確に言うとシェイプシフター（変身能力者）であり、「自分のドッペルゲンガーを見ると死ぬ」という超常現象としての本来のドッペルゲンガーとは無関係。
普段から衣服を身に付けず全裸で生活しているが、それも自分本来の姿ではないので羞恥心は感じないらしい。クトゥルフ神話の「無貌の神」との類似点が多く、かつ謎めいた存在であるため得体が知れない。

コボルト
基本は人間型で、耳、鼻などに犬の特徴を持つ種族。尻尾もあり、頭部・尻尾だけでなく全身にふさふさした体毛が生えている。そのためいわゆる「無駄毛処理」が不可能で、露出の高い水着は着用できない。
嗅覚は人間の数千倍から数万倍ともいわれる。聴覚も人間の4倍あり、特に「お散歩」という単語には電光石火の反応速度を見せる。
拳は人間より一回り大きく、手のひらには肉球がある。爪は鋭利だが、日常生活においてはヤスリで滑らかにしてある。尻尾は感情と直結しており、意識的に制御するのが難しい。
乳首は5対あり、女性は一番上が乳房として人間と同じように発達し、残りの4対はお腹の毛並みの中に隠れている。まれに第2乳房まで発達する体質の女性もいる。
人間を含めた他種族全体に対し非常に友好的。種族全体でコバルトの大鉱脈を持っているため資産は潤沢であり、それを元手に様々な経営に乗り出している。
アニメ第12種のエンドカードによると、種族全体で朝夕の散歩を日課としているが、それは散歩とは名ばかりの長距離走で、1日50km走る者も珍しくないとのこと。
男性の顔つきは犬に近い。
オーク
豚型の種族。他の種族と異なり人間的な要素は少なく「人語を解し二足歩行する豚」のような外見。
嗅覚が鋭く、「1km先の女性の生理の臭い」も嗅ぎ分ける。このため、立て籠もり事件の際には人間の警察は銃を携帯して接近できなかった（しかし生物の臭いではなかった、もしくは特殊な消臭加工でもしていたのかゾンビーナのホルマリン臭には気がつかなかった）。
知能も有するが、知性はあまり高くないらしく理性的な思考ができずに乱暴。一方で悪知恵は人間以上だとも言われており、狡猾で残忍、貪欲な性格の種族であるため他の種族から忌み嫌われている。また、人間との混血児は「ハーフオーク」と呼ばれ、オーク社会の中では奴隷のような扱いを受けているらしい。
その一方で『オンライン』においてケンタウロス同様、容姿・性格の男女差が非常に大きいことが明かされており、女性の体格と顔つきは人間に近い。

ドラゴニュート（ドラゴンメイド）
基本的に人間型で、ドラゴンの翼と尻尾が生えている種族。両腕も鱗で覆われている。
鱗は鉄よりも硬く、銃弾や刀剣もはじき返すが、現代の日常生活でそんな危険に逢うことはないので無用の長物。そればかりか、服を着れば引っかかり、放っておけば荒れ放題、手入れをするにも硬すぎる…と、日常生活においては不便。体のどこかに逆に生えている鱗（いわゆる逆鱗）がひとつあり、そこを刺激されると腰が抜ける。
ラミア同様変温性で、体温が下がると動作が緩慢になる。翼は大きいが、筋力が弱く面積も狭いので、滑空程度にしか使用できない。
体格は大柄だが、ドラコのように胸の小さい者もいる。
尻尾は太く力強く、尻尾だけで全体重を支えられるが、この尻尾のせいで仰向けに寝ることができない。強く引っ張るとトカゲのように自切できるが、トカゲ扱いされるのは嫌なので種族共通の秘密となっている。また尻尾のせいで、特殊な形状の紐パンしか着用できない。
アニメ第10種のエンドカードによると、全生物の頂点であるドラゴンの一族としての自負があるため非常にプライドが高いが、実際は翼の生えたトカゲである、とのこと。紹介された亜種は以下の2種。
龍人（ryu-jin）
ドラゴニュートと同じくドラゴンの性質を持っているが、こちらは東洋の龍の形状に近い。頭に鹿のような一対の角と、長い尾を持つが、ドラゴニュートのような翼は持たないため、一見するとリザードのようでもある。人間に比べ遥かに長寿で人間の10倍以上の寿命を持つと言われる。逆鱗が弱点なのはドラゴニュートと同じ。
ワイバーン（wyvern）
ドラゴニュートとは違い腕と翼が一体化しているため十分な翼面積を持っており、飛行が非常に得意。理性的なドラゴニュートや龍人に比べ野生的で、非常に獰猛。しかし形状や生態がハーピーに近いためかやや頭が軽く、簡単に言いくるめることが出来る。

ドリアード
木と人間が融合したような種族。体毛は1本もなく、かわりに葉っぱが生えている。衣服着用の文化がないため常に全裸。
地面に根を張り、葉緑素を持ち光合成も行うなど、生態は植物に近い。水分、栄養の取り具合で外見年齢が変化するため、外見から実年齢をはかることはほぼ不可能。栄養を摂取しすぎると巨大になるが、余分な水分、栄養素は、乳頭から母乳のように「蜜」として分泌・排泄できる。この蜜には男を惑わせる成分が含まれているとも言われているが、詳細は不明。
人間でいう脚部に当たる部分が丸ごと根の役割を担い、そこから何本もの根を地面に下ろし、土から栄養を摂取している。ただし土の栄養や水分が不足していたり、日照不足に陥った場合など移動する必要に迫られた時は、脚部以外の根を自切し、栄養・水分・日光を求め移動する。
同種間他種間を問わずあまり交流を持たない。それは彼らが非常に長命な種族で、物事を急ぐ必要がないと思っているからである。そのために比較的無口で、他人に対してはつっけんどんな態度をとることが多い（これは植物系他種族全般にいえることである）。
アニメ第11種のエンドカードで紹介された他の植物系他種族は以下の通り。
アルラウネ
花の特性を強く持つ植物系他種族。種子を残す際の受粉方法が他家受粉のため、他の生物を必要とする。他の他種族とは非常に友好的。人間部分は、植物でいうところの花に相当しており、受粉相手を誘い出すため非常に美しい女性の姿をしている。
マンドラゴラ
マンドレイクとも呼ばれる。植物の根の特性を強く持つ植物系他種族。臆病で人見知り。伝説のように地面から抜いた際に発する悲鳴を聞くと死ぬ、ということは無いが、純粋に悲鳴が大きいため間近で聞いた者は失神してしまうことがある。

デビル（レッサーデビル）
角、翼、尻尾を持つ、伝承どおりの悪魔の姿をした種族。翼はあるが飛ぶことは出来ない。白目の部分が黒いのも特徴。
聴覚が優れており、まさに地獄耳。これからいじめる相手の弱みや悩みを聞き逃さない、恐ろしいまでの情報収集能力を持つ。
頭部の角は個人差があり、1本か2本、多い場合は4本も生え、形状や本数は遺伝により左右される。日常生活においては何のメリットもないため、小さく整形する場合が多いとか。
小柄な種族で、ハーピー同様、成人しても子供に見える。胸も控えめで、それを気にしているのか、それを装っているのかは不明。
尻尾は細長く、器用に動かすことができ、先端にはハート形のヒレがある。何に使うのかは現段階では不明。
まるで呼吸をするように人間他種族を問わずイタズラすることがライフワークであり、催眠術なども利用する。ドッペルがやるような冗談ですむギリギリのラインのイタズラではなく、普通に交流法違反すら引き起こす危険なレベルである。倫理的に問題のある種族の模様で、幼い外見を悪用して交通機関や映画館などを子供料金のままで利用するものが後を絶たないらしい。
アニメ第12種のエンドカードによると、リリスはデビル系他種族の中でもレッサーデビルに属するらしく、他にも以下のデビル系他種族が紹介されている。
グレーターデビル
外見が人間の十代後半の姿である以外は、レッサーデビルと基本的に同じ特徴（これ自体がデビル系他種族のひとつであり、レッサーデビルの成長した姿ではない）。
人間のファッションを真似て、夜の街でやや悪質なイタズラをすることを好む。しかしやはり実年齢は相当なものであるため、若年層が好むファッションの流行には疎い。
エルダーデビル
グレーターデビルよりもさらに外見年齢が上に見える、妖艶な雰囲気を纏ったデビル系他種族の最上位種。
外見年齢と関係しているのかは不明だが、デビル系他種族の中で最も長寿で、数百年生きるものも珍しくない。長生きしすぎているからなのか性格は落ち着いており、とっくにイタズラは卒業している。
後に本編に登場したのは以下の通り。
サキュバス
角は無く、下腹部に淫紋のような模様がある。
性に奔放だが、それは相手を選ぶ為でもあり、一度決めた相手を搾り尽くすまでは浮気しない。

デュラハン
頭と胴体が分離する人間型の種族。頭部が結合した状態ではほぼ人間と変わらないが、デビル族同様白目の部分が黒く、肌が青いのが特徴。
首の結合はかなり甘く、激しい運動などで頭が外れてしまうことも多い。分離した首の「切断面」は、脊椎や気管がむき出しとなった生々しい有様となっている模様。
結合部から漏れてしまうからか、飲み物などは頭を外した上で食道に直接流し込んで摂取する（ララのみではあるが胴体のみでお菓子を喜んだり、ミーアの料理にKOしたりと舌を介していないが味覚もある模様）。血液の循環などがどのような仕組みになっているのかは、作中でも明らかにされていない。
頭部が外れると胴体は独立した動きを始めるが、感覚などは共有した状態となっている。かなり距離が離れても感覚は繋がっているが、あまり離れすぎると互いの居所を見失う（素直モードのララ曰く落ち着かない）模様。
詩的で難解な言い回しを好み、ドリアード族ほどではないもののコミュニケーションをとるのが難しく、頭と胴体が分離するせいで本物の死神と間違われることも多いらしい。
厳密には死神ではないが、本編では臨死体験の場に姿を現すなど、「死後の世界」との関わりを覗かせる描写もある。また、瞬間移動のような能力を持つ模様。
雪女
冷却能力を持つ上位種。外見は人間と大差ないが、肌は青白く、体温も0度近い。
周囲の物体の温度を下げる能力を常時発動させており、意識的に力をセーブすれば歩いたあとにスリップ状態の氷の道を造る程度ですむが、気を抜くと辺り一面を氷付けにしてしまう。
髪にある髪飾りは冷気で自働生成され、毎日形が異なる。
獣人系他種族
OAD1のエンドカードによると、獣の耳と尻尾、手足など獣の特性を持つ種族が複数種存在し、以下の4種類が紹介されている。ルズが属する九尾族はこの中の種族の一つ、人狐族の中に属するらしい。
人狐族（ワーフォックス - werefox）
狐の耳と尻尾、手足の特徴を持つ他種族。妖狐とも呼ばれる。
巫女の仕事に従事するものが多い。
九尾
人狐族の中で9本の尻尾を持つ種族。
この9本の尻尾を用いて、様々な姿に変身できる。しかし複雑な洋服などは化けられないため、ドッペルの変身能力には数段劣る。
また、ふわふわもふもふな尻尾の毛並みの維持は大変で、ブラッシングには1時間以上かかり、日常生活には何かと支障をきたしている。
人猫族（ワーキャット - werecat）
猫の耳と尻尾、手足を持つ他種族。地域によっては神のように扱われている。
気まぐれで享楽的な種族であるためコミュニケーションをとるのは難しいが、マタタビを与えると、恍惚の表情を浮かべ従順になる。
人狼族（ワーウルフ - werewolf）
狼の耳と尻尾、手足を持つ他種族。集団生活を好む。
世間一般に言う狼男だが、女性も存在する。満月の夜は本能的になるが、その衝動は他の他種族よりも群を抜いて強いのでトラブルが絶えない。
人兎族（ワーラビット - wererabbit）
兎の耳と尻尾、手足などの特徴を持つ他種族。
その性質はアナウサギに近い。
ミノタウロス
牛のような角、耳、足、尻尾を持つ、非常に大型な種族。血気盛んな闘牛種と、穏やかな乳牛種とがいる。
乳牛種の乳は非常に大きく、妊娠してなくても母乳を分泌する。この母乳は栄養豊富で、乳幼児に与えるのに適していたり、牛乳アレルギーの人でも飲むことができる。しかも一部マニアからの需要が高く、供給量の少なさからとんでもない高値がつく。
男性の顔つきは牛に近い。
パーン
羊のような角、耳、足、尻尾を持つ種族。羊毛のような体毛におおわれている。
その体毛は羊毛よりも上質で、肌触りが良い。生えるスピードは羊より速く、綺麗に刈り上げても数週間で元通りになる。
また、羊乳が採れる個体も存在する。こちらもミノタウロス乳牛種の母乳と同じく、栄養豊富らしい。
獏
夢を主食とする種族。そのため、実際の食事は少量で済む。ゴツい4本指の手とバクの耳を持ち、マレーバクのように肌が白黒に分かれている。
バロメッツ
ドリアードなどと同じ植物系の、綿のモンスター。外見がパーンに近いためか、混同されることが多い。
植物系ゆえか、農耕関係をたしなむ。
リザード
ラミアやドラゴニュートと同じ、爬虫類系モンスター。基本的に人間型で、トカゲのような尻尾があり、鱗におおわれている。
ドラゴニュートより陸上生活に適した進化をしており、翼は無く、鱗の量が多く、尻尾は太くて力強い。また尻尾の太さに合わせて、お尻も大きい。
尻尾は歩行の際のバランサーとして使うだけでなく、栄養を貯蓄するための器官でもある。緊急時には自切できるが、栄養失調に陥ってしまう。自切した尻尾はしばらくすれば再生するが、骨までは再生せず、ふたたび自切することもできない。
魚人
人魚と異なり、頭部が魚の種族。第9巻時点で男性のみしか登場していないため、女性の存在については不明。手は人魚同様、水掻きがある。
スキュラ
軟体生物の特性を持つ種族。
皮膚は人魚族以上の粘度の粘液で覆われており、そのため衣類を付けても外れたりズレたりしてしまう危険性が数倍高い。しかし予防する方法もないため、半ば諦めている。
頭から腰にかけての部分は人間型であるが、頭には髪の毛ではなく触手が生えていて、手のように器用に動かせる。そして脚も8本の触手（蛸の脚のような吸盤が見て取れる）で、ある程度伸縮させることが可能。再生能力が高く、もし脚を失ったとしても再び生えてくる。手ほどではないが、器用に動かすことが可能で、遠くの物を取るのに重宝している。
喉の奥に墨袋があり、危険を察知すると墨を吐き出すが、日常での使い道はなく、時々寝ぼけて口から墨を垂らす程度。
昆虫系他種族
OAD2のエンドカードには、昆虫の特性を持つ、キラービーからモスキートまでの4種類が紹介されている。
キラービー（Killer bee）
蜂（スズメバチ）の特性を持つ種族。合計6本の手足、高速で飛行できる羽根、針つきの尾を持ち、目は複眼二つ、単眼三つの計五つ持つなど全体的な印象も蜂そのもの。
アゴの力が非常に強く、アラクネの糸すら噛みちぎる。威嚇の際はこの顎をガチガチ鳴らす。木が燃える際の煙を嫌ったり、高温に弱かったりと、生態も蜂そのもの。
特殊能力として、空中に自らの毒を散布し、野生のスズメバチの群れを引き寄せ、操ることができる。キラービー本人の毒も、スズメバチと同等かそれ以上に危険。第二腹部はほぼ毒の製造と貯蔵のためにある。
これらの特徴を持つ上に、性格も狂暴。過去にキーラが暴れたせいで危険種族指定されている。
スコーピオン（Scorpion）
蠍の特性を持つ種族。地域によっては神のように扱われており、セルケトとも呼ばれる。
尾の先端には太い毒針があるが、実は毒性は弱い。両腕が蠍の鋏になっており、細かい作業が苦手。
モスキート（Mosquito）
口の奥に吸血針を備えた蚊のような他種族。
唾液はアレルギー反応により痒くなることがある。普段は花の蜜等を主食としている。
モスマン（Mothman）
蛾の性質を持った他種族。UMAのモスマンとは無関係。
夜行性で、光に集まる性質を持つ。頭部の大きな翅の形状や模様で種族を識別することができる。
蜜蜂系他種族
ミツバチの特性を持つ他種族。
胸からローヤルゼリーを分泌する事が出来る。
マタンゴ
キノコのような特徴を持つ他種族。
ドレッドのように見える器官やフリル状の器官、傘で胞子を生成し、傘から胞子を放つ。胞子の散布はコントロールできない。胞子には幻覚作用があり、幻覚を見ている者の目は瞳に十字が入る。水で流せば幻覚作用は消える。
ある程度の湿度がある暗所では脚から菌糸を水分などを吸収する。植物系種族と同じように衣服を身に着ける習慣がなかった。
キノが他種族間留学の審査面接の際に胞子をばらまいてしまい、胞子をコントロールできない体質も相まって危険種族に指定されている。
吸血鬼
バンパイアウイルスが人やそのほかの他種族に感染することで誕生する他種族。
唾液にバンパイアウイルスを保持しているため、危険種族に認定されている。ただし、ウイルスの感染力は極めて低い。
消化器官が未発達で、液状のものしか飲食できない。また、銀やニンニクにアレルギー反応があり、十字架は文化的にタブー。
性質はコウモリに近く、飛膜のある翼と化した腕、発達した聴覚をもち、超音波を用いてコウモリを操ることもできる。
飛行に特化した体をしており、骨も細く身体はとても軽い。
ヒル型他種族
骨格を持たないヒルのような他種族。外見的には、むしろ扁形動物のコウガイビルに近い。他の吸血系他種族とは違い、血液しか摂取できない。雌雄同体。
骨格がないため、補助骨格付きの特殊なラバースーツを着用している。
モール族
モグラのような見た目の他種族。
カエル型他種族
カエルのような見た目の他種族。
分泌される粘液は保湿効果が高く、美容液などに利用されているらしい。
サテュロス
山羊のような角、耳、足、尻尾を持つ種族。作中ではパーンの近似種のように描写されており、褐色肌であること以外は身体的特徴や体格もパーンに近い。
非常に性欲旺盛でその矛先は男女を問わず、常日頃から欲望を抑えつけていないため満月の夜でも理性を失わない。
ウンディーネ
水を操る上位種。外見はスライムに近い。
サラマンダー
炎や高熱を操る上位種。外見はリザードに近く、頭の角や尾端に炎が灯っている。

## 各他種族のマーク
コミックスのカバーの折り返しや裏表紙には、他種族を象徴するシンボルマークが描かれており、それぞれ次のようになっている。
- ラミア →ミーア及びその他のラミア達が頭の両側に付けている（前述の）半月形の髪飾りの形。
- ハーピー →鳥の羽のマーク[注 101]。
- ケンタウロス →蹄の形（蹄鉄）のマーク。
- スライム →スーの顔の形（頭頂部に触覚の出た丸い形）[注 102]。
- マーメイド →魚の尾びれの形[注 103]。
- アラクネ →糸からぶら下がる蜘蛛の形[注 104]。
- モノアイ →大きな目の形[注 105]。
- リビングデッド →縫われた傷跡の形[注 106]。
- オーガ →一本角の形[注 107]。
- ドッペルゲンガー →二つの人型。ひとつはさかさまになっている[注 108]。
- デュラハン →大鎌の形。
- 吸血鬼 →コウモリの形。

なお、他種族ではないが『Hey! スミス!!』や『BEST ALBUM』のジャケット裏には、墨須のものと思しきサングラスのマークも描かれている。

## 施設
来留主邸
物語が始まる前に公人が一人で住んでいた2階建て屋根裏部屋有りの邸宅。ミーア達のホームステイが決定するごとにあらゆる改装がなされ、多くの部屋や玄関、廊下などが巨大化した。また、第30話で一度、いくつか部屋が大きく損壊し、大修繕が行われた。さらにメロの母親により家の地下が掘り抜かれ、（水圧調整用隔壁や隠し部屋も含めると）邸宅全体のサイズよりもさらに大きい地下部屋が作られた。
公人の部屋
ベッドと机、椅子、本棚が置かれている非常に質素な部屋。来留主邸の2階にある。
公人の唯一といっていいプライベートスペースで彼の寝室として使われている。第30話でラクネラの部屋の床が抜けたことによってぺしゃんこになった。
ミーアの部屋
可愛らしいぬいぐるみや大きなサイズのベッドなどが置かれる女の子らしい部屋。7巻以降は人をダメにするソファが置かれている。
彼女が脱皮をする際は大量の加湿器が運び込まれた。
パピの部屋
大きなベッドが真ん中に置かれ、観葉植物やがさつに扱われた箪笥、複数の段ボールが置かれた部屋。来留主邸の2階、ベランダの隣にある
大きなビニールプールがドアの近くに置かれており、スーはそこで眠っている。
セントレアの部屋
弓矢、甲冑、掛け軸などが置かれた和室。彼女が畳のイグサのにおいが気に入っているため和室を使用している。
九菜月レンに対する圧迫面接もここで行われた。
メロの部屋
観葉植物と水深15mの巨大なプールのある部屋。
プールは彼女の運動用の他、ベッドも兼ねている。
ラクネラの部屋
公人の部屋の上にある屋根裏部屋。ハンモックや本棚、彼女の私物とみられる糸巻き機などが置いてあり、天井には絵画が張られている。
第30話でララを除く家中の人物が集まり、その加重に耐えられず床が抜けた。
リビング
テレビと大きなソファが置かれているリビング。
来客の応接に使ったり、パピがゲームをしたりなど物語において最もよく登場する部屋。
ダイニング
カウンター付きのキッチンや食卓があるダイニング。
リビングに次いでよく出てくる部屋で、第１話ではテレビも置かれていた。
お風呂場
巨大な浴槽とシャワーがあるお風呂場。
第１話では浴槽は一つだったが、改装を重ねスー用の浴槽や、人魚用の水風呂などができた。
トイレ
他種族用に巨大化したトイレ。
ベランダ
来留主邸の2階にある大きなベランダ。洗濯物を干すために使われている。また、パピが初めて公人を見つけ、攫ったのもこの場所。
ランジェリーショップ
ミーアが公人と初めての社会科見学の際に訪れたランジェリーショップ。全種族対応店。
HOTEL LOVELESS
公人がミーアに向けられた視線を避けるために緊急避難として用いたラブホテル。
公園
公人と来留主家の他種族メンバーが何らかのトラブルで度々訪れ、時には更なるトラブルに見舞われる場所。作中では以下の公園（及び後述の「坂ノ下公園」）が登場したが、同じ場所か異なる場所かは不明。共通する特徴としては、多数の植樹と散策道とベンチがある（いわゆる「緑地公園」）。
- 第3話 → パピが公人を攫って連れてきた噴水のある公園。木から降りられなくなった女の子の救出が行われた。
- 第5話 → セントレアが公人を連れ出してたどり着いた公園。後からミーアとパピもやって来て、三人が一触即発の状態になった。
- 第10話 → セントレア達がスーを匿うため公人も伴なわずに逃げてきた公園。園内を捜索している黒服達のことをスーを捕らえに来た者と思い込み、スーのセクハラに耐えて潜んでいた。噴水と池がある。
- 第21話 → セントレアと公人がデートに訪れ、イノシシ騒ぎがあった公園。
- 第28話 → 公人がパピの母親から匿うためパピを連れて（パピを連れ戻しに来たと思い込んでいた。）やって来た公園。パピ親子の小競り合いが行われた。ここにも噴水と池がある。

墨須の部屋
第4話、第6話で登場した墨須の自宅。風呂あり。後述するMONの寮の一部屋かどうかは不明。
部屋の中は彼女の性格が出ているのか、仕事が忙しくて家事をする暇がないためなのか不明だが、かなり散らかっている。
廃倉庫
ラクネラが公人を攫って連れてきた場所。天井が高い。
SPORTS CLUB KOBOLD
ポルトが経営するスポーツジム。大量のトレーニングマシンやプールを有する。
ちなみにプールはビキニ禁止で、他種族用の水着の売店もある。
メイド❤カフェ milk pie
Dを見つけだすために公人と墨須が訪れたメイドカフェ。メロが変装して潜入していた。
MEGA GAME
Dを見つけだすために公人と墨須が訪れたゲームセンター。パピが変装して潜入していた。
ワゴン型アイスショップ
Dを見つけだすために公人と墨須が訪れた移動式アイスショップ。ミーアとセントレアが変装して潜入していた。アニメ版ではワゴンがワゴン車になっていた。
HOTEL MON☆MON
Dを見つけだすために公人と墨須が訪れたラブホテル。MONのメンバーの控室として使われていた。
徳間マリンパーク
ミーア、メロと公人がデートで訪れた水族館。
メロは顔パスで入館していた。アニメ版ではメロの計らいでミーアと公人にフリーパスを渡し、入館していた。
キーの森
パピが攫われたキーを埋めた（植えた）森であり、以後キーはそこで暮らしている。
パピ、スーと公人がデートとして訪れたが、そのときまでは不法投棄が絶えなかった。
食料に困った公人がスーに連れられて野草を採集した。
また、ティオニシアと公人がデートのときにも訪れ、ゴミ処理作業の中で地面に埋め込まれていた謎の巨大なボルトを除去した結果、温泉を掘り当てた。その際ポルトが、他種族完全対応の温泉施設を作りたいと交渉。キーも最初は渋っていたが、森の木を切らないことと森のゴミ拾いを条件に承諾。仮の施設として、まずサウナが作られた。
GAMESHOP -OTOGI-
セントレアと公人がデートに訪れたゲームショップ。
Fashion Shop お～ぐる
Dを見つけだす際に公人とティオニシアが訪れたファッションショップ。各種族に対応したサイズの服を取り揃えている。
CINEMA 4 SHINING
Dを見つけだす際に公人とゾンビーナが訪れた映画館。4つの映画が上映していて、このとき公人はゾンビーナとゾンビ映画を見た。
マンガ喫茶 ホロホロ
Dを見つけだす際に公人とゾンビーナが訪れた漫画喫茶。公人は彼女の手首の応急処置のために入店した。
坂ノ下公園
ララが頭を落とした公園。文字通り大きな坂の下にある。大きな池が中央にある緑豊かな公園。
焼肉 おかやど
公人達がヤケ食いに訪れた焼肉店。半額セールを利用して来留主家総出で食いまくった結果、出禁を食らった。アニメ版では未登場。
冷凍倉庫
公人がミーアと共に彼女の母から逃げるときに使った倉庫。
岡宿の湯
公人が体温低下で行動不能となったミーアと彼女の母を温めるために利用した銭湯。
コボルトスタジアム
ポルトの一族が経営するスタジアム。照明塔、多人数を収容できる観客席、控え室などを備えている。
セントレアと彼女の母との決闘の際に使われた。
旅行先の地域
来留主邸の改装中に公人達が旅行で訪れた地域。温泉街があり、そこは観光スポットとして賑わっているが、それ以外の場所は人がまばら（キャトル曰く「田舎」）。後に、ミーアがバイト先を探す目的で再び訪れている。
雪の宿
雪緒とその世帯主が経営する旅館。雪女である雪緒が住んでいるためか、周辺地域は年中冬の様相を呈している。全種族対応の旅館で広々とした部屋がある。
全種族に対応する広さを確保するため浴場は混浴で、様々な工夫を凝らした浴場を有する。しかしそれが仇となり、旅館としては経営不振に陥ってしまっている。
公人らの提案を受け、後に他種族とホストのマッチングを行う「混カツ」の場になった。
稲荷神社
ルズがホームステイする神社。温泉街から離れているため、閑古鳥が鳴いている。ミーアたちの提案でヒーローショーが行われた。
牧場
メリノたちがホームステイする牧場。農業研修生を受け入れている。酪農業のほかに家庭菜園を行っている。
人魚王国王族用ホテル
メロの母が御用達のホテル。巨大な城のような外観。
中層以下は水棲他種族のVIP用のホテルとしても使われる。
メロの母の部屋では様々なギミックが仕掛けられている。
Eel Lotion Massage
ウナギ系人魚のマッサージ嬢たちが働いているマッサージ店。
「ウナギ系人魚に伝わる秘伝のローションマッサージ」を行う。ミーアやセントレアが、すっかり虜になってしまう。
年間会員になればマッサージ料一割引の上、特別マッサージグッズが手に入る。
独立経営の店のようであるが、第35話の公人の言によると、ホテルに併設された施設である模様。
なお、コミックス第9巻のカバー下マンガによると、対抗意識を燃やしたスーによって店員たちがグロッキー（グロッギー）にされ、しばしの営業休止を余儀なくされる。
オクトの家
海辺の岩壁にある暗く深い洞窟の奥にある家。入口の不気味さとは対照的に、陽の当たる明るいリゾートハウス風。
岡宿総合病院
公人が検査のために一時入院していた病院。ララがユウヒと出会ったのもこの病院。
ゾンビーナも防腐液交換のために定期的に来訪している。
キーラの操るスズメバチに刺されたセントレアが、その治療を受けに来た。
MONの寮
MONの4人が自宅として使っている寮。来客用のエントランスがある。
マナコの部屋
黄色を基調としたカーペットやカーテン、大きめのベッドや箪笥といった家具が置かれた落ち着いた雰囲気の部屋。
ゾンビーナの部屋
フィギュアやモデルガンが飾られ、壁にはゾンビのポスターが張られ、収納家具としてロッカーが置かれたワイルドな雰囲気の部屋。
ティオニシアの部屋
巨大な天蓋つきのベッドに大量のぬいぐるみが置かれた、可愛らしい雰囲気の部屋。
マナコの特訓部屋
マナコが他人の視線を克服するために間借りした一室。コピー紙に印刷された人の眼を大量に部屋に張り付けていた。
ちいき中央南広場
マナコと公人がデートに使った広場。「ちいき祭り」が行われていた。
SEVENSON Family
ミーアがアルバイトの申込みをしに行ったコンビニ。バイトは他種族も可だがラミアのような大型の他種族は想定していなかったようで、ミーアは体長の大きさを理由に面接で落とされた。
紋星町の神社
ミーアが最終的にバイト先として辿り着いた神社。ルズのいる神社の神主の弟が神主を務めている。ミーアが従事して以降、参拝客の数が増加傾向にある模様。
黒百合新素材研究所
他種族から得られる新素材を販売する巨大な会社。
危険な他種族を法律スレスレで入国させたりしてるブローカーでもある。
法律スレスレで入国させた他種族や正規の手続きで来た他種族を雇い、他種族が生産する素材を販売しているが、ハーピーの卵だけは生産していないらしい。
倫理的な問題を始めとして課題が多いためだが、ハーピーの卵自体は重要な商品であり、彼女たちが産んだ物を買い取ることで調達している。
社員寮や他種族への賃金など福利厚生は充実しているらしい。
いつ法整備されて違法企業になるかも不明な現状でありながら、大量の他種族を抱えていることを墨須にとがめられている。
牧場
黒百合新素材研究所で経営している牧場。社長の策略により、ブラックスー捕獲作戦に伴う損失の補填、という名目で公人が一時期働かされていた。
試験的に多種族のみで運営されており、ミノタウロス、パーン、サテュロスの女性たち総勢40名が住み込みで従事している。加えて、牧場勤務経験の長いキャトルとメリノも指導員として派遣されて来ている。
表向きは通常の牧場だが、実はその裏で従業員たちの母乳を採取し、社長の独自のルートで販売している。この利益は従業員たちの賃金にちゃんと還元されているようで、彼女らは「生活に余裕がある」と語っている。
公人が派遣されてからは家事指導により従業員の生活環境が改善され、また手搾り搾乳の導入によって母乳の生産量も向上した。
最終的には他の従業員達の（性的な）籠絡を目論んでいたサテュロス達により掌握され、公人が去る頃には「ゆりゆり」な雰囲気の牧場と化してしまっていた。

## その他用語
他種族間交流法
作中の3年前に成立した法律。それまで政府以外には存在が秘匿されていた人外の種族を、人間社会に受け入れるための法律。この法律に基づいて、他種族との文化交流が行われている。この法律に基づき、それぞれの種族から代表として選ばれた者が留学生として人間社会に送られてくる。留学生は選ばれたホストファミリーの元で生活することが前提であり、ホストファミリーの同伴なしでは外出できない。
なお他種族間交流法には、「人間は他種族を傷つけてはならない」および「他種族は人間を傷つけてはならない」という禁則事項が存在する（なお、「傷つける」という言葉には、「キズモノにする＝性交渉を行う」という意味も含まれている）。禁則事項に違反した場合、人間は逮捕されて処罰され、他種族は強制送還される。ただし、この禁則事項は、他種族が人間に対して、あるいは人間が他種族に対して、（物理的・肉体的に）傷つけなければ何をしても罪に問われないとも解釈でき、その上、他種族が違反した場合、せいぜい強制送還される程度で済んでしまう恐れや、逆に取り締まろうとした人間側が禁則事項に違反していると判断されて処罰されてしまう恐れもあり、この問題に対処することが、MONの結成理由の一つとなっている。ただし、犯罪者への対応で正当防衛が成立するケースもある ものの、基本的に降伏や犯罪行為を中断した時点で手が出せなくなる模様。
上記のように、色々と抜け穴だらけな法律のため改正する動きがあり、その中に「人間他種族間の結婚を許可する」という項目が含まれている。
なお、留学生の他にコボルトやMONメンバーのように、社会人として仕事をしている他種族もいる。彼女らはホストファミリーを持たず、単独での外出も許されている模様。また留学生の中にも、雪緒やANM48のように交流の一環として仕事に従事する他種族が出てきている。
MON（原作：モンスターズ・オブ・ア・ニューロゥ/アニメ：モンスターズ・ニューロゥ）
他種族間交流法によって対処できない他種族が引き起こす犯罪行為に対処するため、対応できる他種族で結成された特殊部隊。墨須の部下にあたり、全員が他種族で構成されている。出動する際は、通常はプロテクターなどをつけ武装しているが、単純な監視やデスクワークなど武力行使の想定されない仕事の時は墨須と同様に黒のスーツ姿である。なお、MONメンバーは他種族であるが留学生とは扱いが異なるらしく、ホストファミリーを持っておらず専用の寮に住んでいる。
他種族間交流法保安局
他種族間交流法に違反する行為を取り締まる特殊部隊。MONと同様、墨須の部下にあたるとみられる。MONとともに出動することも少なくないが、こちらの隊員は人間であり、人間側を取り締まるための部隊である模様。
魔女ッコJKマコちゃん
作中に登場する人気アニメ作品。オーク新境地開拓連盟のメンバーにもファンがいる。また、これを見たミーアがルズの神社の活性化のアイディアとして、変身ヒーローショーをすることを思いついた。
くわしい内容は不明だが、JK魔女の魔子ちゃんが「リビドーモンスター」という敵を教育的指導（退治）するものらしい。
魔子ちゃんの容姿は、作者の前作であるマママ〜魔法委員長魔子ちゃんの魔法指導〜のヒロイン・藤堂魔子と似ており、同じ髪型で同じ髪飾りをつけている。
脅迫状D騒動
第18話 - 第24話の一連の騒動。公人のもとに「ダレカトケッコンシタラオマエヲコロス D.」という脅迫状が送りつけられたのが発端。
そこで墨須主導のもと、犯人おびき出し作戦（公人と来留主家他種族メンバー二人づつとのデートをMONが監視する）を敢行し、その間に新たな他種族との遭遇があったものの、犯人は見つからなかった。
更には二通目の脅迫状（「あなたに死を与えよう～」といった詩的な内容）が送られるに及び、今度はMONメンバー3人がプライベートで公人と共に作戦を遂行。ついに犯人捕獲に成功するも、その正体は変身したドッペルで、そもそも脅迫状の送付も、なかなか進展しない公人の状況に業を煮やした墨須から依頼されて行ったものだった。
それで事態は収拾したかに見えたが、ドッペルが送った脅迫状は一通目のみであり、二通目の脅迫状の謎が残った。
その送り主は、死にそうな目に遭いながら一向に死なない公人に興味を持ったララで、ついに公人たちに接触してきた。公人に対する「死に瀕している」といった言動に来留主家他種族メンバーが翻弄されるも、その中二病的な性格を見抜いた公人の行動と墨須の事後処理で、無事解決に至る。
危険種族指定
他種族のうち、国の審査により「危険」だとして入国を禁止され、又は制限された種族のこと。
その経緯も、騒ぎを起こしたせいだったり、能力や体質自体が非常に危険だったりと様々である。
コミックス第11巻のオマケではキーラの回想として、その審査の会場の様子が描写されている。
ブローカー（仲介人）
危険指定されている種族などを専門に入国させる、違法スレスレの組織。その正体の一つは黒百合新素材研究所。
基本的に、他種族間交流は政府が主導で行っているが、民間でも小規模ながら行われている。その制度の隙をつき、入国許可を受けてない他種族を、何らかの見返りと引き換えに入国させている。
他種族間交流博覧会
通称「交流エキスポ」。さかさまの四角錐を組み合わせたような形の建物に似た複合施設で開催されたイベント。
各他種族がそれぞれのブースで種族の特徴、種族独自の文化などを紹介し、及び種族の特産品の展示（販売）も行われた。
また、各他種族が社会生活を送る上での便利グッズの展示販売も行っていた。
更には、留学希望の他種族とそれを受け入れるホストファミリー志望の人間との出逢いの場を提供する「他種族間留学マッチングパーティ」も行われていた。
なお、ポルト、ドラコ、メリノ、キャトルが、種族の代表として参加していた。

## 書誌情報

### コミックス
第1巻 - 第7巻の表紙はモンスター娘と公人とのツーショットとなっているが、第8巻以降の表紙はモンスター娘同士のツーショットとなっている。
- オカヤド『モンスター娘のいる日常』 徳間書店〈RYU COMICS〉、既刊20巻（2025年3月13日現在）
  1. 2012年9月13日発売[38]、ISBN 978-4-19-950306-1
  2. 2013年2月13日発売[39]、ISBN 978-4-19-950324-5
  3. 2013年7月13日発売[40]、ISBN 978-4-19-950347-4
  4. 2013年11月13日発売[41]、ISBN 978-4-19-950362-7
  5. 2014年3月13日発売[42]、ISBN 978-4-19-950386-3
  6. 2014年9月13日発売[43]、ISBN 978-4-19-950412-9
  7. 2015年3月13日発売[44]、ISBN 978-4-19-950441-9
  8. 2015年8月12日発売[45]、ISBN 978-4-19-950465-5
  9. 2016年2月13日発売[46]、ISBN 978-4-19-950492-1
  10. 2016年6月13日発売[47]、ISBN 978-4-19-950513-3
  11. 2016年11月11日発売[48]、ISBN 978-4-19-950535-5
    - 『OAD特装版』2016年11月12日発売、ISBN 978-4-19-881089-4

  12. 2017年4月13日発売[49]、ISBN 978-4-19-950560-7
    - 『OAD特装版』同日発売、ISBN 978-4-19-881088-7

  13. 2017年10月13日発売[50]、ISBN 978-4-19-950590-4
  14. 2018年6月13日発売[51]、ISBN 978-4-19-950630-7
  15. 2019年6月13日発売[52]、ISBN 978-4-19-950656-7
  16. 2020年6月12日発売[53]、ISBN 978-4-19-950708-3
  17. 2021年6月11日発売[54]、ISBN 978-4-19-950742-7
  18. 2023年2月13日発売[55]、ISBN 978-4-19-950802-8
  19. 2024年3月13日発売[56]、ISBN 978-4-19-950848-6
  20. 2025年3月13日発売[57]、ISBN 978-4-19-950899-8

### アンソロジーコミック
モンスター娘のいる日常4コマアンソロジー。
| 巻数 | 発売日        | ISBN              | 執筆者（太字の作者は表紙画も担当） |
| ---- | ------------- | ----------------- | --- |
| 1    | 2015年8月12日 | 978-4-19-950467-9 | コミック : 221／クール教信者／円之怜／鳥取砂丘／ 黒川おとぎ／有瀬祐志／白羽まと／ステルス改行／ 7010／鉄巻とーます／健康クロス／U-temo／ 人外モドキ／鮭夫／オカヤド 他読者投稿4コマ                                                            |
| 2    | 2015年9月12日 | 978-4-19-950469-3 | コミック : ノブヨシ侍／須影／ざんく／志堂マユル／ 221／あどべんちゃら／masha／AHOBAKA／ ほりとも／黒川おとぎ／鳥取砂丘／瀬戸内／有瀬祐志／ Zトン／オカヤド 他読者投稿4コマ                                                                     |
| 3    | 2016年2月13日 | 978-4-19-950494-5 | イラスト : 塚沢／紅壱／ロリコンダー／mog コミック : ムロク／白羽まと／ステルス改行／瀬戸内／ カサイジュン／仲村レグラ／ロルフ／いかお／鳥取砂丘／ 鉄巻とーます／有瀬祐志／黒川おとぎ／火ノ鹿たもん／ 221／ざんく／U-temo／ノブヨシ侍／オカヤド |
| 4    | 2016年2月13日 | 978-4-19-950495-2 | イラスト : からたけわり／ムロク コミック : 鮭夫／221／鉄巻とーます／塚沢／木村光博／ AHOBAKA／うねたま／ツナミノユウ／紅壱／須影／ masha／音音丸／にじょう^2／鳥取砂丘／ 志堂マユル／健康クロス／オカヤド                                      |
| 5    | 2020年2月13日 | 978-4-19-950697-0 | コミック : 大和なでしこ／221／ロルフ／有瀬祐志／ ざんく／塚沢／うねたま／神多二丞／須影／特急みかん／ カサイジュン／うかんむり／人外モドキ／鮭夫／ オカヤド／masha                                                                             |
| 6    | 2020年2月13日 | 978-4-19-950698-7 | コミック : 十五夜／すいみん／mot／はのみど／ うかんむり／鮭夫／黒川おとぎ／火ノ鹿たもん／ 木村光博／ムロク／221／ほりとも／オカヤド／犬犬 |

### 小説
- 折口良乃（著）・オカヤド（原作・イラスト） 『モンスター娘のいる日常 もんすたーがーる・はろーわーく』 2020年8月29日発売[64]、ISBN 978-4-19-865163-3

## テレビアニメ
2015年7月より9月までTOKYO MX、サンテレビ、KBS京都、BS11、AT-Xにて放送された。
2016年2月13日にOADの制作と発売が発表された。内容はテレビアニメの未放送であった原作第4巻収録の第17話。2016年11月12日に原作コミックス第11巻の特別版、リュウコミックスプレミアムとして発売された。
また、2017年4月13日発売の第12巻にもOAD付き特装版が併せて発売された。内容はアニメ第12話後のエピソードで、ラクネラがメインとなる原作第6巻収録の第26話とモン娘たちの下着事情を描く番外編。

### スタッフ
- 原作 - オカヤド
- 監督 - 吉原達矢[3]
- シリーズ構成・脚本 - ふでやすかずゆき[3]
- キャラクターデザイン・総作画監督 - 砂川貴哉[3]
- サブキャラクターデザイン・総作画監督 - 赤坂俊士[3]
- プロップデザイン・キーアニメーター - 坂詰嵩仁[3]
- 美術監督 - 田邉浩子[3]
- 美術設定 - 平澤晃弘
- 色彩設計 - 柳澤久美子[3]
- 撮影監督 - 塩見和欣[3]
- 編集 - 坂本雅紀[3]
- 音響監督 - 森下広人
- 音楽 - manzo[3]、堤博明[3]
- 音楽プロデューサー - 三上政高
- 音楽制作 - 東宝
- チーフプロデューサー - 古澤佳寛、松下俊也、森尻和明
- プロデューサー - 山中一孝、石山貴大、洞美帆
- 制作プロデューサー - 比嘉勇二、山崎成人
- プロデュース - ジェンコ
- アニメーション制作 - Lerche、セヴァ
- 製作 - モン娘パートナーズ

### 主題歌
「最高速 Fall in Love」
ミーア（雨宮天）、パピ（小澤亜李）、セントレア（相川奈都姫）、スー（野村真悠華）、メロ（山崎はるか）、ラクネラ（中村桜）によるオープニングテーマ。作詞・作曲・編曲はヒゲドライバー。
この曲の映像の最後はメインのモン娘キャラ6人が公人に寄りそっているカットであるが、第12話及びOADではララが加わったカットに差し替えられている。
「Hey!スミス!!」
墨須（小林ゆう） with MON［マナコ（麻倉もも）、ティオニシア（久保ユリカ）、ゾンビーナ（持月玲依）、ドッペル（大西沙織）］によるエンディングテーマ。作詞・作曲・編曲はゆよゆっぺ。
「エブリデイけもみみ」
ANM48（相内沙英、篠田みなみ、千本木彩花、泊明日菜、新田ひより、松田利冴）による第1、3、6話挿入歌。作詞は中野愛子、作曲・編曲は果汁100%。
「ここだよ。」
第7話挿入歌として使用されたUNDER17によるとらのあなイメージソング。作詞・作曲は桃井はるこ、編曲は小池雅也。
「狩りたかった」
ANM48（相内沙英、篠田みなみ、千本木彩花、泊明日菜、新田ひより、松田利冴）による第11話、第12話挿入歌。作詞は中野愛子、作曲・編曲は果汁100%。

### 各話リスト
| 話数                     | サブタイトル                     | 絵コンテ           | 演出               | 作画監督                                             |
| ------------------------ | -------------------------------- | ------------------ | ------------------ | ---------------------------------------------------- |
| 第1種                    | ラミアのいる日常                 | 吉原達矢           | 鈴木芳成           | 内原茂、齋藤千恵                                     |
| 第2種                    | ハーピーとケンタウロスのいる日常 | もりやまゆうじ     | 鈴木芳成           | 鈴木恵理、もりやまゆうじ                             |
| 第3種                    | アブない事情な日常               | 下田正美           | 野亦則行           | 内原茂、齋藤千恵 石井ゆみこ、飯飼一幸 もりやまゆうじ |
| 第4種                    | スライムのいる日常               | dojag-a-gen        | 日下直義 野本正幸  | 野本正幸                                             |
| 第5種                    | マーメイドのいる日常             | もりやまゆうじ     | ながはまのりひこ   | 山崎展義                                             |
| 第6種                    | 脱皮と産卵する日常               | きむらしんいちろう | 木野目優           | もりやまゆうじ、鈴木恵理                             |
| 第7種                    | MONとアラクネのいる日常          | もりやまゆうじ     | 飯田薫久           | 難波聖美、近藤瑠依                                   |
| 第8種                    | 体調不良な日常                   | きむらしんいちろう | 鈴木芳成           | 千光士海登、鈴木恵理                                 |
| 第9種                    | 脅迫状が来た日常                 | ほしかわたかふみ   | ながはまのりひこ   | 山崎展義                                             |
| 第10種                   | Dのいる日常                      | きむらしんいちろう | 野亦則行           | もりやまゆうじ、飯飼一幸 長谷川哲也                  |
| 第11種                   | デュラハンのいる日常             | もりやまゆうじ     | 鈴木芳成           | 千光士海登、松岡秀明 齋藤千恵、難波聖美 鈴木恵理     |
| 第12種                   | モンスター娘たちのいる日常       | 吉原達矢           | 吉原達矢           | 普津澤時ヱ門、もりやまゆうじ 難波聖美、鈴木恵理      |
| モンスター娘のいる日常SP |                                  |                    |                    |                                                      |
| 第1種                    | ジムでプールな日常               | きむらしんいちろう | きむらしんいちろう | 齋藤千恵                                             |
| 第2種                    | ラクネラがいなくなる日常         | きむらしんいちろう | きむらしんいちろう | 齋藤千恵、難波聖美 赤坂俊士                          |
| 第2.5種                  | ブラをつけたい娘のいる日常       | きむらしんいちろう | きむらしんいちろう | 齋藤千恵、難波聖美 赤坂俊士                          |

### 放送局
| 放送期間               | 放送時間                     | 放送局     | 対象地域 | 備考                                 |
| ---------------------- | ---------------------------- | ---------- | -------- | ------------------------------------ |
| 2015年7月8日 - 9月23日 | 水曜 0:30 - 1:00（火曜深夜） | TOKYO MX   | 東京都   |                                      |
|                        |                              | KBS京都    | 京都府   |                                      |
|                        |                              | サンテレビ | 兵庫県   |                                      |
|                        |                              | AT-X       | 日本全域 | 製作参加 / CS放送 / リピート放送あり |
| 2015年7月9日 - 9月24日 | 木曜 0:00 - 0:30（水曜深夜） | BS11       | 日本全域 | BS放送 / 『ANIME+』枠                |

| 配信開始日   | 配信時間                     | 配信サイト         |
| ------------ | ---------------------------- | ------------------ |
| 2015年7月9日 | 木曜 0:30 - 1:00（水曜深夜） | ニコニコ生放送     |
|              | 木曜 1:00（水曜深夜） 更新   | ニコニコチャンネル |
|              | 木曜 12:00 更新              | GYAO!              |
|              |                              | バンダイチャンネル |

### BD / DVD
| 巻 | 発売日         | 収録話 （オンエア版+完全版） | 規格品番   | 規格品番   |
| 巻 | 発売日         | 収録話 （オンエア版+完全版） | BD初回版   | DVD初回版  |
| -- | -------------- | ---------------------------- | ---------- | ---------- |
| 1  | 2015年9月16日  | 第1種 - 第2種                | TBR-25291D | TDV-25297D |
| 2  | 2015年10月14日 | 第3種 - 第4種                | TBR-25292D | TDV-25298D |
| 3  | 2015年11月18日 | 第5種 - 第6種                | TBR-25293D | TDV-25299D |
| 4  | 2015年12月16日 | 第7種 - 第8種                | TBR-25294D | TDV-25300D |
| 5  | 2016年1月20日  | 第9種 - 第10種               | TBR-25295D | TDV-25301D |
| 6  | 2016年2月17日  | 第11種 - 第12種              | TBR-25296D | TDV-25302D |

### CD
| 発売日             | タイトル                                                | 規格品番     |
| テーマソング       | テーマソング                                            | テーマソング |
| ------------------ | ------------------------------------------------------- | ------------ |
| 2015年8月19日      | オープニング・テーマ「最高速 Fall in Love」             | THCS-60063   |
| 2015年8月19日      | エンディング・テーマ「Hey！スミス!!」                   | THCS-60064   |
| キャラクターソング |                                                         |              |
| 2015年9月2日       | キャラクターソング Vol.1「キスミーだぁりん♡」 ミーア    | THCS-60070   |
| 2015年9月2日       | キャラクターソング Vol.2「PAPISM」 パピ                 | THCS-60071   |
| 2015年9月2日       | キャラクターソング Vol.3「Nobility」 セントレア         | THCS-60072   |
| 2015年9月16日      | キャラクターソング Vol.4「あまがさのうた」 スー         | THCS-60073   |
| 2015年9月16日      | キャラクターソング Vol.5「moon and mermaid」 メロ       | THCS-60074   |
| 2015年9月16日      | キャラクターソング Vol.6「Rachnera Arachnera」 ラクネラ | THCS-60075   |
| サウンドトラック   |                                                         |              |
| 2015年11月18日     | オリジナル・サウンドトラック                            | THCS-60081   |
|                    | アルバム                                                |              |
| 2016年8月17日      | EVERYDAY LIFE WITH MONSTER GIRLS BEST ALBUM             | THCA-60101   |

### Webアニメ
「モンスター娘のいる日常」 ほぼ毎日◯◯！生っぽい動画 〜実録！モン娘の60日〜
2015年7月7日から同年9月29日まで、ニコニコ動画「モン娘チャンネル」にてショートアニメ『「モンスター娘のいる日常」 ほぼ毎日◯◯！生っぽい動画』が月曜から金曜までの25時から24時間限定で配信された。全60話（+増刊号12回）。土・日曜は2日間限定で、その週の増刊号を配信。隠し撮り風の本編は約30秒で、それ以降はボーナストラックとして宣伝画像とボイスメッセージ「羊を数えるおやすみボイス〜モンスター娘の寝かしつけ」になっている。
増刊号第5週より本編終了後に実写映像『ほぼ毎日◯◯！生っぽい動画 24時』を配信。ロケ店は、第5週はAKIHABARAゲーマーズ本店、第6週はアニメイト新宿、第8週はコミックとらのあな秋葉原店B。
2015年8月13日にはオンエア版と本編完全版の比較動画（主に局部の露出演出の有無）が配信されたが、諸事情により中止された。

### Webラジオ
2015年5月29日から10月2日まで毎週金曜日に音泉にて『モンスター娘たちのいる日常会話』が配信された。全13回。
パーソナリティ
- 雨宮天（ミーア役） - 第2回（公開録音）、第3回、第7回、第13回
- 小澤亜李（ハピ役） - 第1回、第2回（公開録音）、第8回、第13回
- 相川奈都姫（セントレア役） - 第1回、第2回（公開録音）、第3回、第7回、第8回、第11回、第13回
- 野村真悠華 (スー役） - 第4回、第6回、第9回、第11回
- 山崎はるか (メロ役） - 第4回、第5回、第9回、第10回、第12回
- 中村桜 (ラクネラ役） - 第2回（公開録音）、第3回、第5回、第6回、第10回、第12回

ゲスト
- 小林ゆう（墨須役） - 第11回

## オンライン
DMMゲームズにてオンラインゲーム「モンスター娘のいる日常 オンライン」が2015年12月21日よりリリース開始。プレイヤーは他種族の留学生を受け入れるホストファミリーの世帯主となり、多様なモンスター娘たちと交流を深めるのを目的とする。原作およびテレビアニメで登場したキャラクターの他、オリジナルキャラクターも登場する。
2016年11月22日12時をもってサービスを終了した。

### オンラインのオリジナルキャラクター
モンスター娘達はそれぞれ「キュート」「クール」「パッション」「ピュア」「デビル」の5つのタイプのどれかに属している。（例外あり）

#### キュート
シンボルは太陽のマーク。パッションに強い。原作メンバーではパピ、スー、ゾンビーナ が該当。

##### ノーマル（キュート）
アヌラ
声 - 夏怜
リザードマン族・カエル種の少女。一人称は「わたし」。言葉の節々に「〜ケロ」と付けるのが口癖。
「かえる」と書かれたスクール水着を着た眼鏡っ娘。頑張り屋だが、ドジ。大人の交尾を目撃してしまい、ショックを受けて日本へ逃げて来た。
カエル種の生態は魚人に近く、肉食性が強い。緑色の肌、細長い舌、水かきのついた4本指の手足を持つ。皮膚呼吸を行う為、乾燥は大敵。
クー
声 - 中森千春
伝承に伝わる犬の妖精で、犬の特徴を帯びた人型の他種族クーシーの少女。一人称は「クー」、世帯主への呼称は「ご主人様」。語尾に「〜ワン」と付けるのが口癖。
純粋な性格故、難しい話は苦手。留学を機に、妖精以外の番犬も務まるか試している。
クーシーは殆ど人間と変わらないが、犬の耳や尻尾、毛が生えた手足を有する。また、聴覚や嗅覚が発達している。
クールタイプのものは第17回イベント「わざとじゃないワン！悲哀の笹集め」限定キャラクター。
カロロ
声 - 加藤敦子
ウサギの他種族ジャッカロープの少女。一人称は「ミー」、世帯主への呼称は「世帯主サン」。英語混じりの片言で話す。
星条旗を模した服を着ており、「アメリカンガール」と評される。快活としているがまったりと過ごすのが好きで、酒（特にウイスキー）に目が無い。
ジャッカロープはウサギの耳・手足とシカの角を併せ持つ種族。生態や食性はウサギに近く、水を嫌う。
原作第43話でミーアが読むファッション誌に似たキャラクターがモデルとして登場している。
ビスク
声 - 小笠原早紀
自然に魂が宿った人形ドール族の少女。一人称は「ビスクちゃん」、世帯主への呼称は「マエストロ」。
ややナルシストなところがあり、腹黒。自分の最高のマエストロを求め、遠い故郷から来日した。
ドール族はその出自もあり、球体関節人形の姿をしている。食事を必要としないが、代わりに生気を吸わなければ生きていけない。その為、ビスクは食べ物の生気を吸って暮らしている。また、宿る人形によって性格が異なり、中には呪物として恐れられる者もいる。
原作第43話でミーアが読むファッション誌に似たキャラクターがモデルとして登場している。

##### レア（キュート）
ウェア
声 - 戸板優衣
猫の他種族ワーキャットの少女。一人称は「ニャー」、世帯主への呼称は「おミャー」。言葉の節々に「〜にゃ」と付けるのが口癖。
特撮好きであり、留学生になったのもリアルタイムで特撮を観る為。朝の特撮番組が始まると、その間TVを独占する。
ワーキャットは猫の耳・手足・尻尾を有する。肉食性が強く、狩りが得意。その一方で献身的な犬系の他種族と違い、気分屋で享楽的な性格。
タタケ
声 - 石垣奈美子
タヌキの他種族化け狸の少女。一人称は「アタシ」、世帯主への呼称は「にんげん」。
高飛車でわがまま放題な性格で、世帯主のことを馬鹿にする発言が多い。自分に都合が悪くなると、何かしらに化けて逃げてしまう。
化け狸はタヌキの耳・手足・尻尾を有する。狐よりも変化が巧く、どんな物でも一度見てしまえば化けられる。
ピュアタイプのものは、第14回イベント「タヌキ向上委員会発足！」限定キャラクター。
喬（キョウ）
声 - 的場加恵
キョンシーの少女。一人称は「わたし」、世帯主への呼称は「世帯主さん」。
能天気でマイペース。2度目の生を気ままに過ごしている。ゆっくりとした口調で話す。
リーザ
声 - 中村麻未
リザードマン族・トカゲ種の少女。一人称は「リーザ」、世帯主への呼称は「パパさん」。
一般的なリザードマン。生態はラミアとほぼ同じで、低温に弱い。
世帯主に対して非常に献身的。柔らかな物言いが特徴。
ハニー
声 - 戸板優衣
ハチの他種族ハニービーの少女。一向に結婚しないクイーンビーの婿を探すため来日した。一人称は「ハニー」、世帯主への呼称は「パパ様」。
ビー一族の中では最下位に位置する、いわゆる働き蜂。

##### Hレア（キュート）
リュカ
声 - 水谷有希
狼の他種族ワーウルフの少女。一人称は「僕」、世帯主への呼称は「君」。
基本的に獣人の姿だが、満月や丸い物（鏡餅等）を見ると完全な狼に変身する。
第2回イベント「月夜の誘惑～鏡餅編～」限定キャラクター。
フィー
声 - 井澤詩織
半人半鳥の他種族フェニックスの少女。一人称は「我」、世帯主への呼称は「汝（なれ）」。
不死身の肉体で、定期的に生まれ変わる。
舞（まい）
声 - 阿部玲子
イタチの他種族カマイタチの少女。一人称は「拙者」、世帯主への呼称は「主様」。
両手に長い鎌状の爪を持つが、普段は鎌ケースに入れている。
ルーイ
声 - 戸板優衣
人魚族・熱帯魚種の少女。一人称は「ルーイ」、世帯主への呼称は「キミ」。
人魚の中では少数派で、一般的に美しい容姿を持つ。
ミミ
声 - 的場加恵
宝箱の中に入っている謎の種族・ミミックの少女。一人称は「ミミ」、世帯主への呼称は「世帯主」。
蓋を閉めてもう一度開ける間に、姿を変えることができる。
シノッチャ
声 - 谷口夢奈
北海道の奥地に住まう、身長30センチほどの人間型種族コロボックルの少女。いつも蕗を持っている。一人称は「シノ」、世帯主への呼称は「チセさん」。
レム
声 - 河瀬茉希
一見すると子供のようにも見える人間型種族グレムリンの少女。一人称は「レム」、世帯主への呼称は「ご主人さん」。
ガムと機械いじりを好むが、何故か機械を壊してしまう天然娘。
グレムリンは古来より機械にイタズラするとされ、特に飛行機を好む。小さな体と猫のような耳以外はほぼ人間と同じ外見。
ティエラ
声 - 藤田彩
四大精霊の1つノームの少女。三角帽子がトレードマーク。一人称は「あたし」、世帯主への呼称は「家主さん」。
鉱石に関する豊富な知識を持ち、大地の賢者と呼ばれている。
第7回イベント「ざくざく鉱石ハント」限定キャラクター。
シアナ
声 - 石垣奈津美
メデューサの少女。自称女神アテナよりかわいいシアナ。一人称は「あたし」、世帯主への呼称は「世帯主」。
我儘な性格が災いし、友人といえる友人は「メキブラ」をはじめとした頭に生えている蛇たち。
第16回イベント「大変だ！わがまま娘の家出騒動」限定キャラクター。
カスカ
声 - 丸山有香
ゴーストの少女。一人称は「あたし」、世帯主への呼称は「世帯主さん」。
スージー
声 - 有澤睦生
ワーキャットの少女。一人称は「あたし」、世帯主への呼称は「おにーさん」。
第19回イベント「風舞う紙吹雪と陽だまりの猫」限定キャラクター。
レシア
声 - 野瀬碧里
アルラウネ亜種の少女。
どもり症が原因で人付き合いを忌避する内向的な性格。一人称は「私」、世帯主への呼称は「世帯主様」。
モイラ
声 - 森島亜梨紗
エジプト神話における天空の神を冠した、半人半鳥の他種族ホルスの少女。
引っ込み思案で恥ずかしがりやな性格。一人称は「私」、世帯主への呼称は「世帯主さん」。
太陽と月の目を持つため、鳥類ながら夜間の行動が可能らしい。

##### Sレア（キュート）
ウィネット
声 - 三浦槙子
アイルランドの伝承にある、猫の特徴を帯びた人間型の他種族ケットシー族の少女。
ミニ王冠をかぶったケットシー族のご令嬢。一人称は「わたくし」、世帯主への呼称は「あなた」。
人語と魔法を操り「猫の王」とも称される高貴な一族。

#### クール
シンボルはひし形のマーク。キュートに強い。原作メンバーではセントレア が該当。

##### ノーマル（クール）
シー
声 - 羅弘美
半人半蛇の他種族シーサーペントの女性。一人称は「私様(わたくしさま)」、世帯主への呼称は「あなた」。よく高笑いをする。
目立ちたがり屋でプライドが高く、やや高圧的な性格。
シーサーペントは水棲に適応した種族で、エラは持たないがラミアよりは長く潜水できる。
ルース
声 - 井澤詩織
犬の他種族オルトロスの少女。一人称は「わたし」と「オレ」。
オルトロスには独立した2人の人格があり、より強力な方の人格が主導権を握っている。ルースは主人格が引っ込み思案で、それを見かねた交代人格「オットー」がもっと積極的にさせようと留学させた。
外見上の特徴は、犬の耳・鼻・腕と蛇頭の尻尾。左手に着けた犬のパペットはオットーが話す際に用いる。尚、オットーの発言は漢字以外全てカタカナで表される。
原作第43話でミーアが読むファッション誌に似たキャラクターがモデルとして登場している。
ククル
声 - 的場加恵
龍の他種族ケツァルコアトルの少女。一人称は「我」、世帯主への呼称は「貴様」。
神を自称しており、プライドが高い。その有り余る力を趣味の家庭菜園で有効活用している。
ケツァルコアトルは両腕が鳥の翼、下半身が大蛇になっている。主食は野菜。
ローエ
声 - 浅川悠
オーガの女性。一人称は「私(わたし)」、世帯主への呼称は「人間くん」。
肌が赤く、頭に2本、両肩から1本ずつ角が生えている。
気丈に振る舞っているが、実は臆病な性格。勉強で身につけた知識を使い、教師のように接してくる。
原作第43話でミーアが読むファッション誌に似たキャラクターがモデルとして登場している。

##### レア（クール）
ロスティ
声 - 東城日沙子
霜の妖精ジャックフロストの少女。一人称は「私(わたし)」、世帯主への呼称は「貴方」。
雪と氷で構成された体を持ち、人型ではない者もいる。
ハル
声 - 下山田綾華
ハーピー族・猛禽種の少女。一人称は「私(わたし)」、世帯主への呼称は「あなた」。
無口で表情も読み辛いが、性格は優しくフレンドリー。
猛禽種の習性として狩りを得意とするが、しょっちゅう他人のペットをさらって来ることもあってよく注意される。しかしハーピー共通の鳥頭のせいですぐに忘れてしまう。
エム
声 - 森島亜梨紗
カマキリの他種族エンプーサの少女。一人称は「アタイ」、世帯主への呼称は「テメエ」。
一見するときつい性格のようだが、これは来日してから作ったキャラ。実際には打たれ弱く、来日を切っ掛けに過去を振り切ろうとしている。
エンプーサは前腕が昆虫の皮膚になっている他、肩から鎌肢が生えている。生態は虫寄りだが、夢魔であり吸血鬼でもある。
キュレー
声 - 中村麻未
スキュラの女性。一人称は「アタシ」、世帯主への呼称は「アンタ」。
レイ
声 - 浅川悠
ゴーストの少女。一人称は「私（わたし）」。
イタズラ好きな性格で、「清く正しい幽霊ライフ」を過ごしている。
ゴーストは死者の魂が具現化した存在。霧のような半透明の体をしているが、触れることも可能。様々な心霊現象を起こし、人間たちからは恐れられている。

##### Hレア（クール）
ディーナ
声 - 中村麻未
四大精霊の1つウンディーネの少女。一人称は「私(わたし)」、世帯主への呼称は「騎士様」。
キレると怖いヤンデレと紹介されている。また、世帯主のことを前世の自分と共に心中した騎士の生まれ変わりだと信じている。
ウンディーネは一見するとスライムに似ているが、知能は遥かに高い。澄んだ水さえあれば生きていけるが、汚水を体に取り込んでしまうと精神的に不安定になるという。
ハリファ
声 - 石塚祐理奈
ゾンビの亜種ヘルの女性。一人称は「ワシ」、世帯主への呼称は「貴様」。
下半身は他のゾンビと同じだが、上半身は人肌になっている。
デス
声 - 成瀬未亜
死神の少女。大鎌と黒いローブが特徴。一人称は「私」、世帯主への呼称は「貴様」。
ラト
声 - 中村麻未
ドラゴニュートの少女。一人称は「ラト」、世帯主への呼称は「あんた」。
ユキ
声 - 大久保藍子
雪女の少女。一人称は「わたし」、世帯主への呼称は「あなた」。
クイーン
声 - 夏怜
ハチの他種族クイーンビーの女性。一人称は「わたし」、世帯主への呼称は「貴方」。
好みの男性が故郷にいないため、留学制度を利用して来日した。
ビー一族の頂点に立つ種族で、唯一子孫を残すことができる。
ピラティ
声 - 齋藤綾
コウモリの他種族ヴァンパイアの少女。一人称は「私(わたし)」、世帯主への呼称は「あなた」。
ヴァンパイアは両腕がコウモリの翼になっている。意外にも食性は雑食で、肉の他にもフルーツを好む。
第3回イベント「自宅警備の吸血鬼(ヴァンパイア)」限定キャラクター。パッションのものは第18回イベント「傷心の吸血鬼(ヴァンパイア)を救え！」限定キャラクター。
アーシア
声 - 戸板優衣
ゾンビの少女。一人称は「ボク」、世帯主への呼称は「主くん」。
メディア
声 - 谷口夢奈
メデューサの少女。一人称は「私(わたし)」、世帯主への呼称は「主さん」。
第8回イベント「眼鏡っ子は外の世界にもう夢中！」限定キャラクター。
ルシネ
声 - 加藤敦子
メリュジーヌの少女。一人称は「私(わたし)」、世帯主への呼称は「主様」。
セイン
声 - 有澤睦生
足のようにふた股に分かれた尾が特徴的な人魚族の亜種セイレーンの少女。一人称は「私(わたし)」、世帯主への呼称は「世帯主さん」。
何よりも歌うことを愛し、かつては船乗りたちにおそれられた。
小町（こまち）
声 - 丸山有香
女郎蜘蛛の少女。一人称は「ウチ」、世帯主への呼称は「主様」。
アラヤ
声 - 成瀬未亜
中国や日本の伝承で語られる変身が得意とされる獣人型他種族カワウソの少女。一人称は「アラヤ」、世帯主への呼称は「お兄ちゃん」。
化けて人を食い殺すと言われているが、実はそうでもないらしい。
第21回イベント「獺祭？奪還？カワウソ娘の写真探し」限定キャラクター。

##### Sレア（クール）
エナ
声 - 宮本茉奈
ラミア族亜種の女性。通常のラミアと異なり翼を持つ。一人称は「私(わたし)」、世帯主への呼称は「世帯主くん」。
シャイア
声 - 井澤詩織
ケンタウロス族・重量種の少女。一人称は「わたくし」、世帯主への呼称は「世帯主様」。

#### パッション
シンボルは花のマーク。クールに強い。原作メンバーではミーア、マナコ が該当。

##### ノーマル（パッション）
ミサキ
声 - 桃河りか
カラスの他種族八咫烏の少女。一人称は「アタシ」、世帯主への呼称は「世帯主」。
明るい性格だが、留学の理由すら忘れている。それでも帰る家のことは忘れない。
八咫烏はハーピーに似ており、記憶力も同等。食性は雑食で、太陽を好む習性がある。
ビマ
声 - 的場加恵
半人半鳥の他種族ガルーダの少女。一人称は「オレ」、世帯主への呼称は「下僕」。
短気で強気且つ好戦的な性格。小さい頃から性格に難があった為、両親は更生の望みを託して彼女を留学させた。
ガルーダはハーピー系最強と謳われ、その体は炎のように熱いらしい。
ナンシー
声 - 平井祥恵
妖精の一種リャナンシーの女性。一人称は「私(わたし)、先生」、世帯主への呼称は「あなた」。
歌が大好きで、世帯主にも先生として歌を教えてくれる。ただし、教育方針はスパルタらしい。また、動画サイトへの投稿で世帯主を有名人にしようと画策。
リャナンシーは掌サイズながら大人の姿をしているという点で異色な妖精で、気に入った相手の才能を伸ばそうとする習性を持つ。
クーネ
声 - 桃河りか
鳥とトカゲの要素を併せ持つコカトリスの少女。一人称は「クーネ」、世帯主への呼称は「ご主人様」。
調教願望を持っており、無自覚に性的な(ことを思わせる)発言をしては周囲を硬直＝石化させる。
コカトリスはハーピーに似ているが、トカゲの尻尾を持つ。トカゲのように定期的に脱皮し、知性はハーピーの如し鳥頭。

##### レア（パッション）
テリオス
声 - 宮本茉奈
ミノタウロスの少女。一人称は「アタシ」、世帯主への呼称は「オーナー」。
アウトローの多い地域から新天地を求めて来日。故郷では「雷光」とあだ名されていたらしい。カウボーイ風の衣装と手にしたリボルバーが特徴で、早撃ちに自信を持っている。
大雑把でさばさばした性格。やや好戦的。
チオーネ
声 - 山口瑞
石像に魂が宿ったガーゴイルの少女。一人称は「俺」、世帯主への呼称は「家主」。
自宅の警備に懸命になっており、そのせいか自身を物扱いしている。
ガーゴイルの容姿は千差万別で、製作者の嗜好が反映される。チオーネはドラゴン型で、それ故に目立って警戒されがちなのが悩み。
ツェン
声 - 成瀬未亜
ケンタウルス族・軽量種の少女。一人称は「ボク」、世帯主への呼称は「主（あるじ）くん」。
騎士として世帯主に忠誠を誓っており、責任感が強い。だが、態度は割とフランクである。
ミラージュ
声 - 東城日沙子
ウサギの他種族アルミラージの少女。一人称は「オレ様」、世帯主への呼称は「オマエ」。
非常に好戦的な性格で、最強を目指している。事あるごとに世帯主の尻を角で突き刺そうとしてくる。
アルミラージの食性は肉食で、性格も獰猛なことが多い。
メメコ
声 - 浅川悠
ライオンの耳と手足、コウモリの翼、サソリの尻尾を併せ持つマンティコアの少女。一人称は「アタシ」、世帯主への呼称は「マスター」。
特撮番組を観たことが切っ掛けで、自身を改造人間だと思い込んでいる。それ故にヒーローでありたいと思っているようだ。
マンティコアは暴力性の高さと底なしの食欲が特徴とされるが、メメコはあまりそう感じさせない。

##### Hレア（パッション）
エリエル
声 - 平井祥恵
四大精霊の1つシルフの少女。一人称は「エリエル様」、世帯主への呼称は「人間」。
風の集合体のような存在で、霧がかった半透明の体をしている。
レーテー
声 - 斎藤綾
デビル族・グレーターデビルの少女。一人称は「アタシ」、世帯主への呼称は「お兄さん」。
フレア
声 - 成瀬未亜
蝶の他種族パピヨンの少女。一人称は「私」、世帯主への呼称は「ご主人様」。
食性は花蜜で、口の中に口吻と呼ばれる器官がある。
デビルタイプのものは第22回イベント「焦らされる程に募る想い」限定キャラクター。
ラン
声 - 森島亜梨紗
イタズラ好きの魂が実体化したジャックオーランタンの少女。一人称は「ランたん」、世帯主への呼称は「セーちゃん」。
生態はゴースト寄りで、当人さえ望んだら触れる。
ルベロ
声 - 阿部玲子
犬の他種族ケルベロスの少女。ルースの姉貴分。一人称は「アタシ」。
ケルベロスは頭と両手それぞれに独立した人格があり、オルトロス同様に1人が主導権を握っている。
フェレー
声 - 阿部玲子
ワイバーンの少女。一人称は「アタシ」、世帯主への呼称は「お前」。
アクティア
声 - 藤田彩
蛾に似た大きな翼と触覚、複眼を有するモスマンの少女。一人称は「アタシ」、世帯主への呼称は「アナタ」。
UMA扱いされたせいで人間不信に陥り、羨ましさからカップルを妬んでいる。世帯主への態度はツンデレ。
モスマンの小さな体躯は飛行に適しており、時速160kmで飛行できる。後に本編に登場したものとは異なり、翅は背中から生えている。
第4回イベント「リア充爆発しなさいよ！」限定キャラクター。
ネメス
声 - 河瀬茉希
女性の上半身に獅子の胴体を持ち、両腕が鷲の翼になっている半人半獣の他種族スフィンクスの少女。一人称は「わらわ」、世帯主への呼称は「主どの」。
その出自には諸説あるが、エジプトやギリシアを起源とする。
第9回イベント「突然の謎かけ大会と罰ゲーム」限定キャラクター。
ショコラ
声 - 小笠原早紀
頭にウサギの耳を生やした人間型の他種族イースターバニーの少女。一人称は「ショコラ」、世帯主への呼称は「お兄さん」。
イースターエッグを運んでくるとされ、処女性の象徴でもある。
第13回イベント「二兎を追ったイースターバニー」限定キャラクター。
ウニィ
声 - 中森千春
身長10cmほどの人間型の他種族ブラウニーの少女。一人称は「わたし」、世帯主への呼称は「ご主人さん」。
掃除好きだが、整理整頓された部屋を見ると、わざと散らかしてしまうことも。
西虎（シャーフー）
声 - 大木加絵
西方を守護する神獣の血を受け継いだ他種族白虎の少女。一人称は「我」、世帯主への呼称は「世帯主」。
五行においては金、季節においては豊種の秋を象徴している。
ポーラ
声 - 髙橋瑛美
都市伝説のひとつとされていた長身の人間型他種族八尺の少女。一人称は「私(わたし)」、世帯主への呼称は「貴方」。
種族名の由来は身の丈が八尺(約240cm)まで達することから。
都市伝説で伝えられている通り「ぽぽぽ」という特徴的な笑い声で笑う。
シズカ
声 - 勝亦里佳
背中に大きなカラスの翼を有した人間型の他種族烏天狗の少女。一人称は「あたし」、世帯主への呼称は「おにぃさん」。
山伏の姿をしており、鼻高の大天狗の小間使いとされている。
第23回イベント「全員参加！大天狗様からの極秘任務」限定キャラクター。
シーネ
声 - 奥村真由
クーシーの少女。一人称は「ボク」、世帯主への呼称は「主くん」。
スポーツが大好きで、じっとしていることが大嫌い。とくに勉強が大の苦手であり、知恵熱で倒れることもしばしばある。
ファイナルイベント「全員集合！とめどない愛を求めて」限定キャラクター。

##### Sレア（パッション）
ファンロン
声 - 小笠原早紀
龍の他種族黄龍の少女。一人称は「ワタシ」、世帯主への呼称は「世帯主サン」。
黄金に光り輝く尾が特徴。
カガチ
声 - 喜多かりん
7本の蛇の髪、8本の蛇の尾を持つ非常に珍しい半人半蛇の他種族ヤマタノオロチの少女。一人称は「わし」、世帯主への呼称は「おぬし」。
日本書紀に記されるほどの伝説的な存在で、水神とされている。
ナナ
声 - 七瀬小波
ろくろっ首や飛頭蛮とも呼ばれる日本妖怪型の他種族ろくろ首の少女。一人称は「わっち」、世帯主への呼称は「ぬし様」。
本種は首が伸びるタイプだが、ろくろ首族は他に頭だけが飛び回るものもいる。

#### ピュア
シンボルは鳥（天使）の翼を模したマーク。デビルに強い。原作メンバーではメロ、ティオニシア が該当。

##### ノーマル（ピュア）
ケープ
声 - 山口瑞
パーンの少女。一人称は「わたし」、世帯主への呼称は「世帯主さん」。
男性恐怖症の恥ずかしがり屋で、時には相手に体当たりして逃げてしまうこともある。
マーシュ
声 - 大久保藍子
キノコの他種族マタンゴの少女。一人称は「アタシ」、世帯主への呼称は「世帯主」。頭からは複数のキノコが生えており、肥大化した両脚にはベニテングタケの傘のような模様がある。
ダウナーな性格で、日本の環境に慣れていないので自分の胞子を吸って過ごしている。
マタンゴは自発的に、または衝撃を受けた際自動的に胞子を放つことができる。この胞子には謎の成分が含まれており、人間が吸い過ぎると毒だという。
ニーア
声 - 喜多かりん
半人半霊の他種族バンシィの少女。一人称は「私(わたし)」、世帯主への呼称は「あなた」。
薄幸な生涯を送ってきたらしく、今までの不幸を思い出しては泣いてしまう。自分が世帯主に不幸をもたらすとも考えている。ハッピーエンドのアニメを観ることで自分を慰める。
バンシィは死期が近い人間の前に現れるという。
HRのものも存在しているが、当レアリティのものは第11回イベント「薄幸美少女に微笑みを」限定キャラクター。
エメス
声 - 斎藤綾
ゴーレム族・クレイ種の少女。一人称は「私(わたし)」、世帯主への呼称は「マスター」。土色の肌と肥大化した前腕を持ち、左胸に「emeth」と書いてある。
主の命令には忠実だが、知識量が少ないのでどこか間が抜けている。物事への対応はやや機械的で、感情の起伏を読み取りにくい。
クレイ種のゴーレムは体が粘土で構成されており、その姿は変幻自在。性質はスライムに近く、一定の水を必要とする。また、体が損傷してもすぐに直せるとのこと。

##### レア（ピュア）
ティト
声 - 成瀬未亜
サソリの他種族セルケトの少女。一人称は「私(わたし)」、世帯主への呼称は「あなた」。
面倒くさがりな上に引きこもりの気があり、ニートになるのを危惧した両親に家を追い出された。
セルケトは上半身が人型、下半身がサソリ型になっており、尾端の針には猛毒を有する。また、アラクネ同様複数対の目を持つ。のちに本編に登場したものとは異なり、両手はヒトのそれとほぼ同じ形状。
アイ
声 - 平井祥恵
モノアイの少女。一人称は「私（わたくし）」。
母に厳しく育てられたお嬢様だが、見聞を広める為に来日した。マナコとは違い、眉は1つ。
ガーラ
声 - 平井祥恵
グールの少女。一人称は「わたし」、世帯主への呼称は「人間さん」。
赤い肌と黒目、黒い白目、額に2本角を持つ恐ろしげな姿だが、性格は明るくてダンスが好き。
グールは悪魔や精霊に近い存在であり、死んだ動物の肉を主食とする。
ピース
声 - 小笠原早紀
妖精の一種ピクシーの少女。一人称は「ピース」、世帯主への呼称は「にんげんさん」。
他人を手伝うことが好きだが失敗も多く、そのたびに泣いては甘い物で機嫌を直している。
ピクシーは自然物に宿る妖精。森や湖などに住み、蜜や果物等の植物質のものを好む。

##### Hレア（ピュア）
アルル
声 - 下山田綾華
アルラウネの少女。一人称は「私(わたし)」、世帯主への呼称は「貴方」。
ジェリー
声 - 山口瑞
スライム族・希少種の少女。生まれて間もないため、人の言葉はまだ喋れないが、意味は理解できる模様。
ミティ
声 - 井澤詩織
全身白い毛でおおわれたイエティの少女。一人称は「オラ」、世帯主への呼称は「主（あるじ）さん」。
北海道の方言を話す田舎っ娘で、故郷で誘拐された後にMONに保護されて現在に至る。
生態は雪女と同じだが、熱さには毛に覆われている分弱い。大きな手足は力仕事に適しているが、その分細かい作業は苦手。
第1回イベント「迷子のイエティ大捜索！」限定キャラクター。デビルタイプのものは、第15回イベント「写真を復元するべさ！」限定キャラクター。
ホロ
声 - 笹本菜津枝
龍人の少女。一人称は「私(わたし)」、世帯主への呼称は「あなた」。
ケロース
声 - 斎藤綾
半人半馬の他種族ユニコーンの少女。一人称は「私（わたし）」、世帯主への呼称は「貴様」。
処女を求めて来日したが、今やアニメを観て過ごす日々を送っている。
額の角は万病に効く薬になるのと同時に強力な武器にもなる。
クールタイプのものは、第12回イベント「純潔な少女たちの写真を追い求めて」限定キャラクター。
サラ
声 - 笹本菜津枝
四大精霊の1つサラマンダーの少女。一人称は「オレ」、世帯主への呼称は「ご主人」。
溶岩や炎の中に住まうとされただけに水が苦手。
ルディ
声 - 喜多かりん
古代エジプトにおいて猫の女神として崇められた猫型の獣人バステトの少女。一人称は「お姉さん」と「私」、世帯主への呼称は「ご主人くん」。
豊穣と性愛を司り、その舞踊によって人々に恵みを与えていた。
第6回イベント「砕けた猫女神の宝物」限定キャラクター。
ハクト
声 - 末柄里恵
古事記に登場する白兎の末裔で、ウサギの特徴を持つ人型他種族因幡の白兎の少女。一人称は「あたち」、世帯主への呼称は「お兄たん」。
ワニザメを騙したことで、生皮を剥がされてしまったという先祖の影響で、爬虫類が苦手。
第20回イベント「全員参加！お月様の落とし物集め」限定キャラクター。
ナンチュエ
声 - 樹元オリエ
南方を守護する神獣の血を受け継ぐ他種族朱雀の少女。一人称は「オレ」、世帯主への呼称は「おまえ」。
五行においては火、季節においては生命の夏を象徴している。
他の鳥系他種族と同様に物覚えが悪いことを気にしている。
エリス
声 - 山澤未紗
北ヨーロッパを起源とする人間と酷似した妖精族の一種エルフの少女。一人称は「わたし」、世帯主への呼称は「世帯主さん」。
尖った耳が特徴で、総じて美男美女揃いとされる。
ささみ
声 - 樹元オリエ
小さな子供のような姿をした、家に住み着くとされる妖怪の一種座敷わらしの少女。一人称は「ささみ」、世帯主への呼称は「主（ぬし）さん」。
基本的に無口で無表情。人見知りな性格。
東北地方の伝承によると、住み着いた家に幸をもたらすと言う。
第24回イベント「ドジっ娘メイドと内気な童子の関係」限定キャラクター。

##### Sレア（ピュア）
クエス
声 - 下山田綾華
スライム族の上位種スライムクイーンの女性。人間と同レベルの知性を持つ。一人称は「ワタクシ」、世帯主への呼称は「アナタ」。
チェスカ
声 - 野瀬碧里
蚊の特性を受け継いだ人間型の他種族モスキートの少女。白衣を身に纏い、胸には聴診器が掛けられている。一人称は「あたし」、世帯主への呼称は「キミ」。
人間の血が大好物だが、吸うためには相手の許可が必要。

#### デビル
シンボルはコウモリ（悪魔）の翼を模したマーク。ピュアに強い。原作メンバーではラクネラ、ドッペル が該当。

##### ノーマル（デビル）
トレパス
声 - 濱田みづき
牛の他種族カトブパレスの少女。一人称は「わたし」。アンニュイでネガティブな性格。
ミノタウロスの亜種。カトブパレスの姿は他のミノタウロスと変わらないが、「死の目」と呼ばれる彼らの目で見られた者は死に近づいていくと言われる。トレパスがネガティブなのは、自身の眼に関する事故と関係があるらしい。
フラン
声 - 下山田綾華
つぎはぎの肉体から生まれた人造人間の少女。一人称は「私(わたし)」、世帯主への呼称は「あなた」。側頭部や左腕から複数のネジが生えている。
研究以外のことには興味を持たないインドア派の科学者で、思う存分研究できるという話に乗って留学生となった。世帯主の体を改造できる機会を狙っており、自分の体も改造している。
人造人間は研究職に就く者が多いらしい。子供を作ることはできないが、性行為自体は可能。また、必要に応じて体のパーツを着脱・交換できる。
ソフィア
声 - 阿部玲子
山羊の他種族バフォメットの少女。一人称は「私(わたし)」、世帯主への呼称は「貴方」。
強力な悪魔で、エルダーデビルと同等かそれ以上の力を持つ。
ルカ
声 - 大久保藍子
オークの女性。一人称は「アタシ」、世帯主への呼称は「アンタ」。ギャル風の格好をしている。
かなりストレートな物言いが特徴。日本食にハマっている上にぐうたらな性格の為、体重増加待ったなし。
豚の尻尾、緑の肌、尖った耳以外は人間とあまり変わらず、狡猾さや残忍性も見られないので編中のオークとは印象が全く異なる。これは性差によるものらしい。

##### レア（デビル）
シーレー
声 - 小笠原早紀
山羊の他種族サテュロスの少女。一人称は「オレ」、世帯主への呼称は「オマエ」と「アイツ」。
性欲が強く、他種族間交流法で性行が禁じられていると知った時は落胆している。その性欲を解消する為、酪農に従事することに。ちなみにバイセクシャルらしい。
サテュロスは草食性で、ヤギの角・耳・脚を有する。この脚は切り立った断崖を移動する時に便利とのこと。
モクナイイ11世
声 - 大木加絵
ミイラの女性。一人称は「余(よ)」、世帯主への呼称は「貴様」。
生まれも育ちも生粋の王族だが、王位を巡る争いに嫌気がさした為に来日。
曲輪（くるわ）
声 - 宮本茉奈
蜘蛛の他種族女郎蜘蛛の少女。一人称は「わっち」、世帯主への呼称は「ぬし様」。和装に身を包み、廓詞を使う。
無意識的に男受けする台詞を放ち、「天然小悪魔」と評される。水が苦手。
女郎蜘蛛は日本在来の多種族で、アラクネ同様複数対の目を持つが、人型の体の背中からクモの肢と腹部が生えた姿をしており、腰部に糸疣を持つ。また、近縁種と比べると背丈が小さく、人間の女性程しかない。
ハイドラ
声 - 東城日沙子
半人半蛇の他種族ヒュドラの少女。一人称は「私(わたし)」、世帯主への呼称は「アンタ」。
かなりキツイ口調が特徴。自分と暮らせる世帯主は幸運だと思っている。
ヒュドラはヘビのような髪と龍の尻尾を持ち、髪は切られても再生する。

##### Hレア（デビル）
イオルム
声 - 笹本菜津枝
ラミアの亜種ヨルムンガンドの女性。一人称は「私(わたし)」、世帯主への呼称は「あなた」。
マイペース且つアンニュイな性格で、食っちゃ寝の生活を送っている。ただし、プライドはそれなりに高い。眠る時には、長い尻尾を何かに巻き付ける。
ヨルムンガンドはラミア系種族の中では最大種。ミーアとは違い、腕には鱗、頭には角が生えている。猫と雷が苦手。
クーラ
声 - 大久保ちか
タコの他種族クラーケンの少女。一人称は「ウチ」、世帯主への呼称は「アンタ」。関西弁で話す。
武闘派で、故郷ではある意味有名だったらしい。留学先では一応礼儀正しくしているが、思った事はハッキリ言う性格。
クラーケンは上半身が人型、下半身がタコの脚(触腕)になった種族。生態は頭足類で、脚は切れても再生する。
妖子（ようこ）
声 - 浅川悠
九尾の女性。年齢不詳で、その過去は謎に包まれている。一人称は「ウチ」、世帯主への呼称は「アンタ」。
フローズ
声 - 大木加絵
半人半狼の他種族フェンリルの少女。一人称は「アタシ」、世帯主への呼称は「オマエ」。
世帯主に反抗的なところがあるトラブルメーカー。噛み癖があり、信頼する相手には甘噛みする。
フェンリルはその獰猛な性格から問題を起こすことが多く、世帯主にはグレイプニルという拘束具が渡されるほど。
シトリー
声 - 谷口夢奈
デビル族・レッサーデビルの少女。一人称は「アタシ」、世帯主への呼称は「ご主人様」。
リリス同様催眠能力を持ち、それを活かしたイタズラを何よりも好む。
第5回イベント「ぜーんぶバレンタイン色になーれ♪」限定キャラクター。
レア
声 - 河瀬茉希
ハーピー族・陸上種の少女。一人称は「ボク」、世帯主への呼称は「主人くん」。
シャロン
声 - 齋藤綾
パーンの少女。一人称は「私(わたし)」、世帯主への呼称は「ご主人様」。
第１０回イベント「幸せのクローバーに想いをのせて」限定キャラクター。
ジーナ
声 - 笹本菜津枝
メリュジーヌの少女。一人称は「わたし」、世帯主への呼称は「きみ」。
ファル
声 - 下山田綾華
ライオンの体に人間の上半身、鷹の翼を持つ半人半獣の他種族グリフォンの少女。一人称は「私(わたし)」、世帯主への呼称は「貴様」。
本名「ファル・パンディオン・ハルパゴル」。名家の出身。
古来より黄金を守っているとされ、傲慢かつプライドが高い。
ベル
声 - 末柄里恵
ドールの少女。一人称は「私(わたし)」、世帯主への呼称は「世帯主さん」。
ヘレス
声 - 勝亦里佳
エルフ族のような長い耳を持った、冥界に住む精霊族の一族ニンフ（冥精）の少女。
人間の若者に恋をしてはさらっていくという伝説がある。
コラン
声 - 高橋瑛美
額に赤い宝石を持つ、リスのような人型他種族カーバンクルの少女。
どんな時も笑顔を絶やさずだれとでも仲良くを信条とする少女。一人称は「あたし」、世帯主への呼称は「キミ」。
その宝石を手にした者は富と名声を得られるとされる。

##### Sレア（デビル）
サキ
声 - 山口瑞
悪魔の上位種サキュバスの少女。一人称は「私(わたし)」、世帯主への呼称は「坊や」。
食性は雑食だが、人間の精気をごちそうにしている。
アピス
声 - 宮本茉奈
ジャッカルの頭部と人間の身体を持つ半獣半人の他種族アヌビスの少女。一人称は「私」、世帯主への呼称は「そなた」。
古代エジプトにおいては、ミイラ作りの神として崇められていた。

#### 合成用
他のモンスター娘と合成することで、様々な効果を発揮する。同じモンスター娘でも、タイプやレアリティはカード毎に違う。編成に組み込むことはできない。いずれもメモリアルに記載されない為、詳細不明。
ルドル
犬の耳、鼻、尻尾に、毛が生えた手足を有する少女。全タイプが存在。
モンスター娘の経験値をためてレベルアップさせるのに有用。
リアド
植物タイプのモンスター娘。タイプはキュート、クール、デビル。
こちらはスキルの強化に特化しているが、ベースとなるモンスター娘とスキルの分類が違うと合成できない。
エルダー
悪魔型のモンスター娘。タイプはピュア。
モンスター娘のレベル上限を上げる「限界突破」の素材として使用可能。その際、素材にするエルダーとベースのモンスター娘のレアリティが同じでなければならない。

#### その他
ミュー
龍の角、耳、尻尾を持つドラゴンメイド。一人称は「私」、世帯主への呼称は「ご主人様」。
メイド服を着こんでおり、プレイヤーのサポート役として活動する。
元は公式ツイッターのナビゲーターとして登場したキャラで、サービス開始以前は登場予定のモンスター娘達を紹介していた。
現在はログイン時やイベント等、ゲーム中にも姿を見せる。
第24回イベントで「ドジっ娘メイド」と評されたように、イベントの導入ドラマなどでかなりドジな部分を見せている。

## ファンタジックライフ
CTWにてオンラインゲーム「モンスター娘のいる日常 ファンタジックライフ」が事前登録受付中。